# Racibórz
Racibórz (cseh nyelven Ratiboř, németül Ratibor) – város Lengyelország déli részén a Sziléziai vajdaságban, a Racibórzi járásban. 1950–1975 között a város az Opolei, míg 1975–1998 között a Katowicei vajdasághoz tartozott. 2006. február 28-ai adatok szerint a város lakossága 60 218 főt számlált.

## Története
Racibórz Opole mellett Felső-Szilézia egyik történelmi fővárosa volt, ahol a opole-racibórzi fejedelmek uralkodtak. Máig fennmaradt több értékes műemlék, például a várkápolna, melyet a sziléziai gótika gyöngyszemének hívnak. Racibórz Lengyelországban és Európában az első város, mely ISO 14001 bizonyítványt kapott.
Oppeln és Ratibor hercegséget a Habsburgok rendszeresen felajánlották az erdélyi fejedelmeknek (János Zsigmondtól kezdve az Apafiakig) azért, hogy cserébe adják át nekik Erdélyt. A kalandos életű Báthory Zsigmond erdélyi fejedelem ezt a felajánlást elfogadta, majd hazaszökött, de végül visszatért sziléziai birtokára és ott is halt meg 1613-ban.

## Híres emberek
- Itt született Arkadiusz Mularczyk lengyel politikus és ügyvéd (1971. február 4. –)

## Látnivalók

### Fontosabb műemlékek

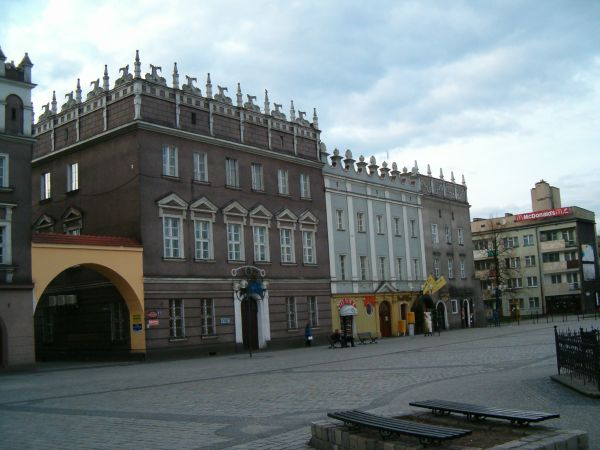
A Posztócsarnok (Sukiennice) a piactéren
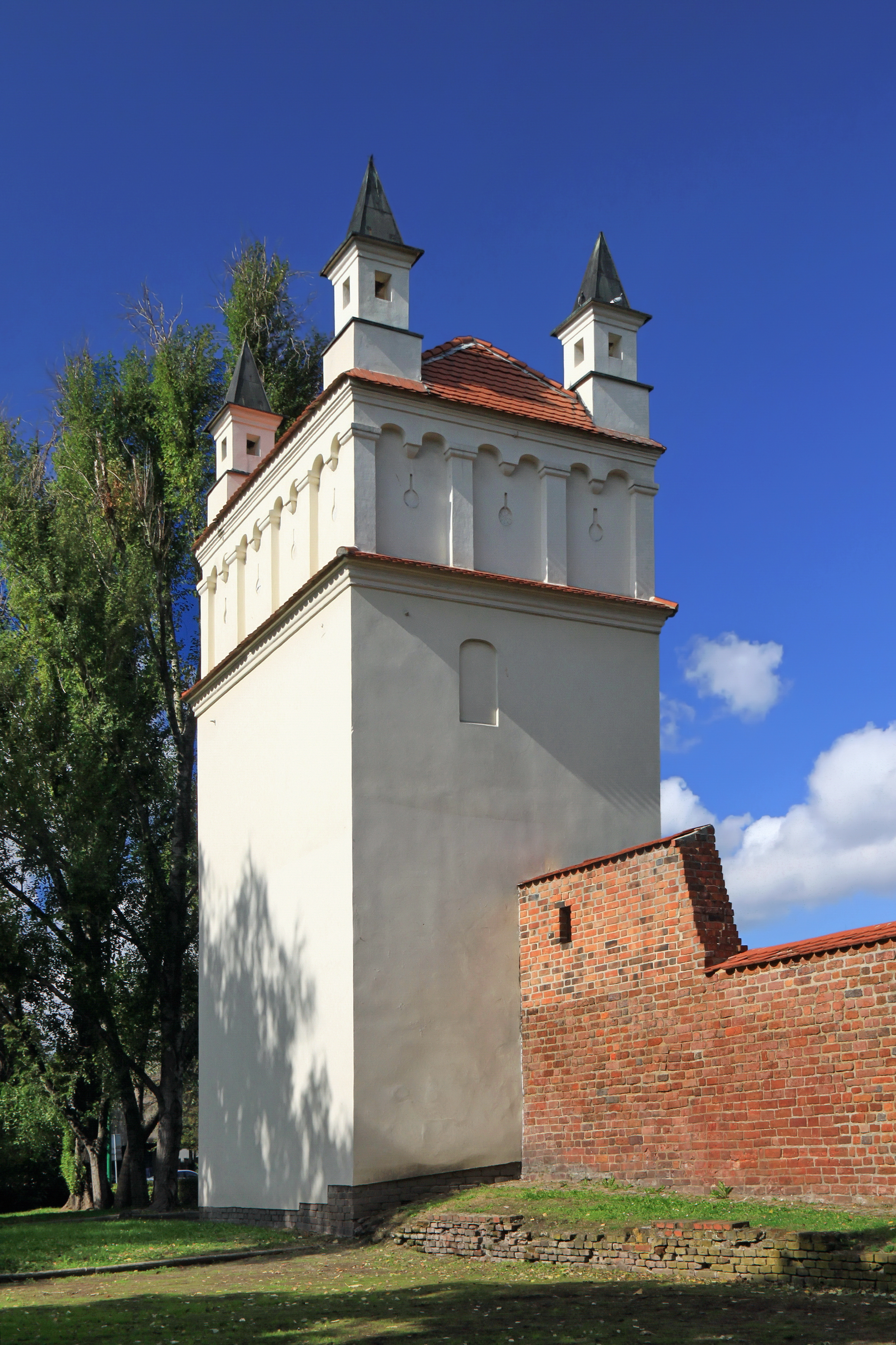
A toronybástya
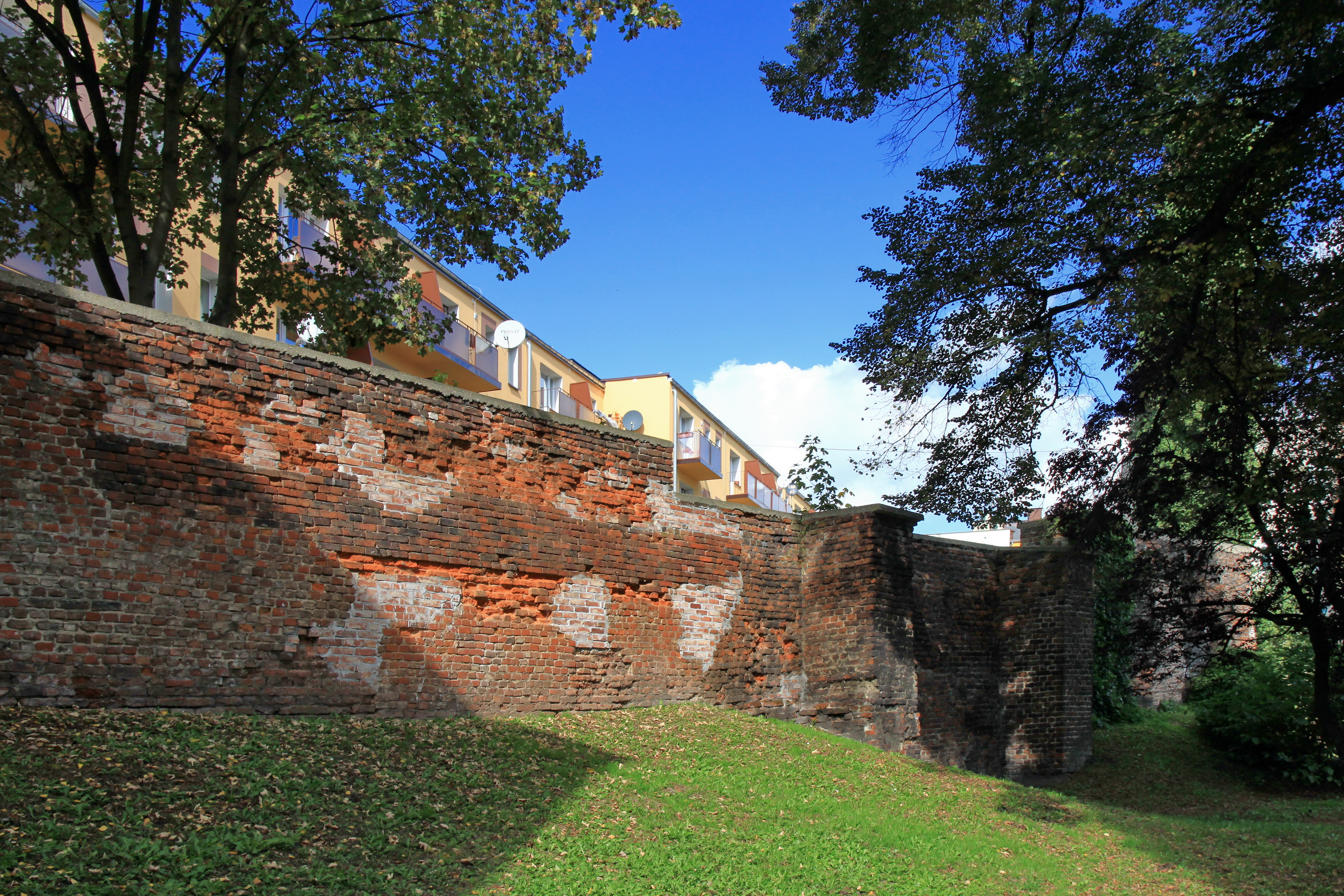
A városfalak
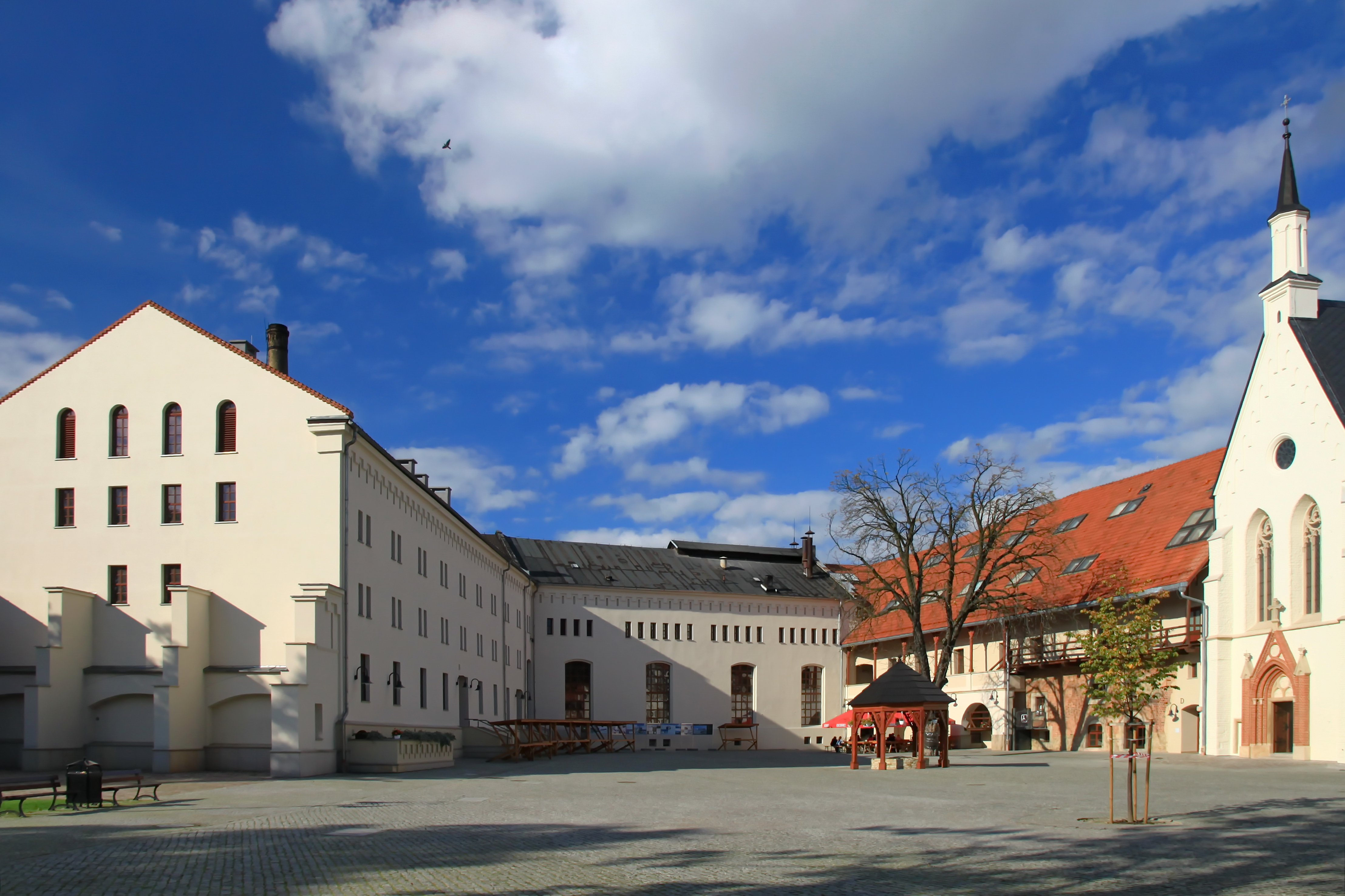
A Piastok várkastélya (Zamek piastowski)
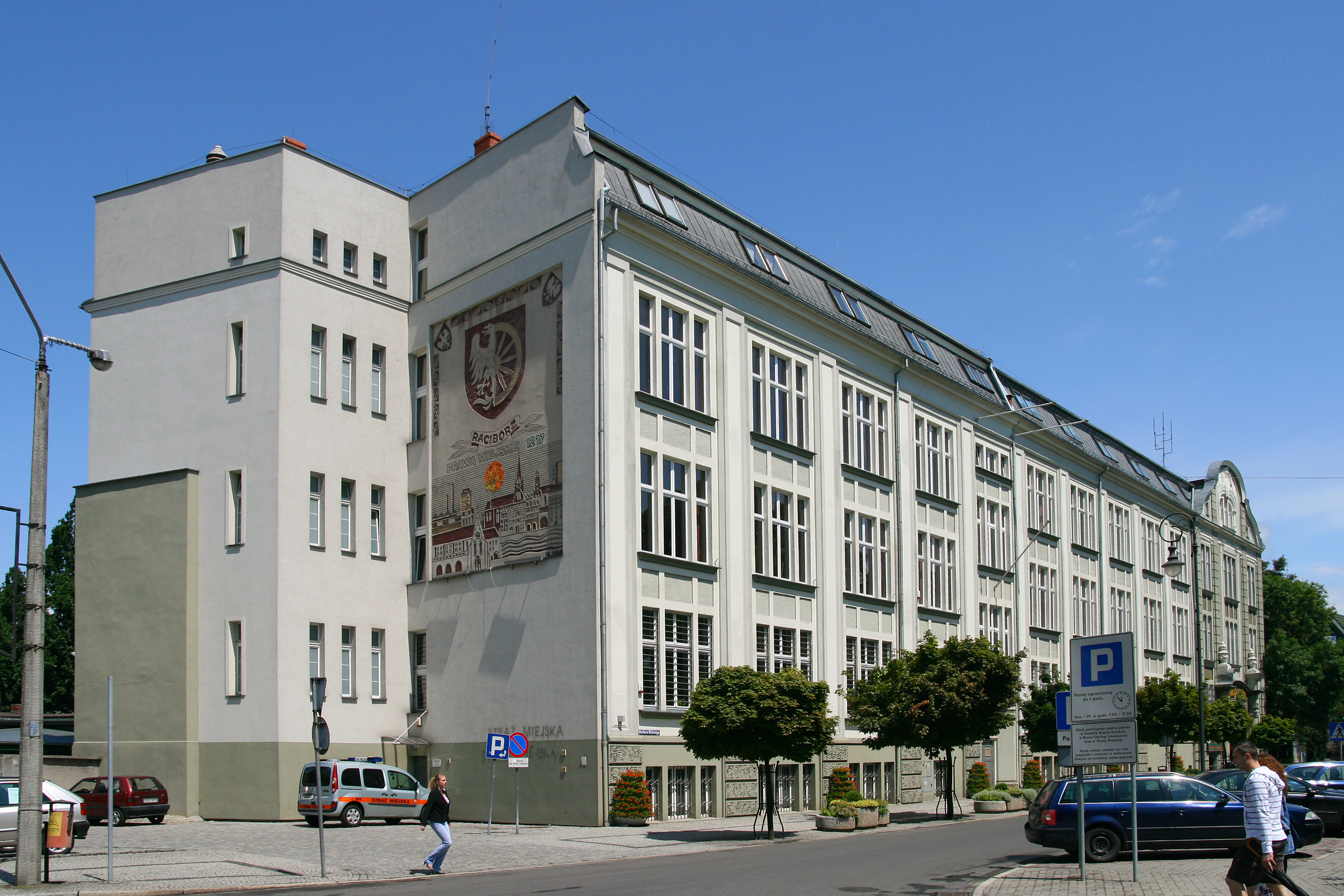
Városháza
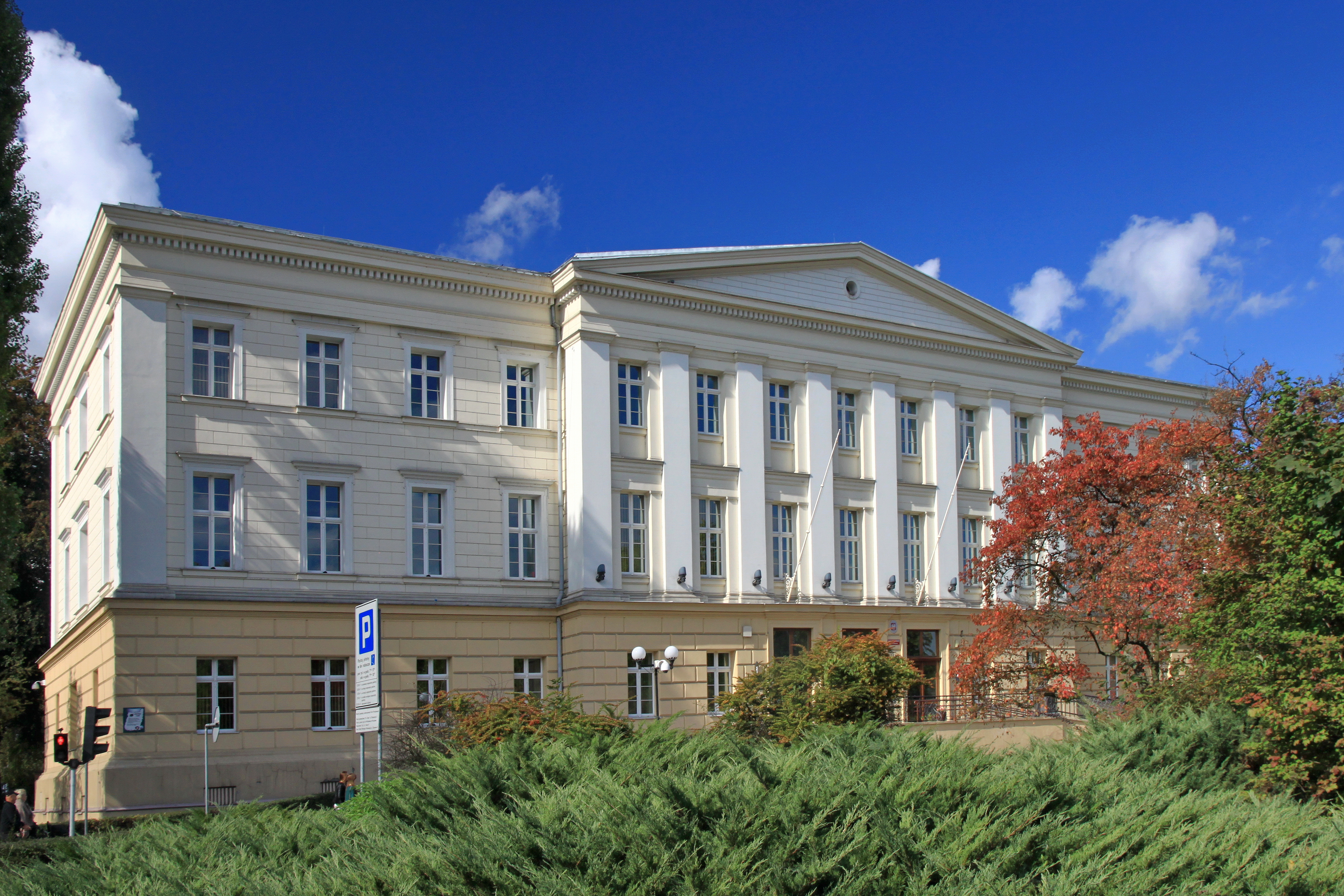
A Bíróság épülete, tervezte: Karl Friedrich Schinkel
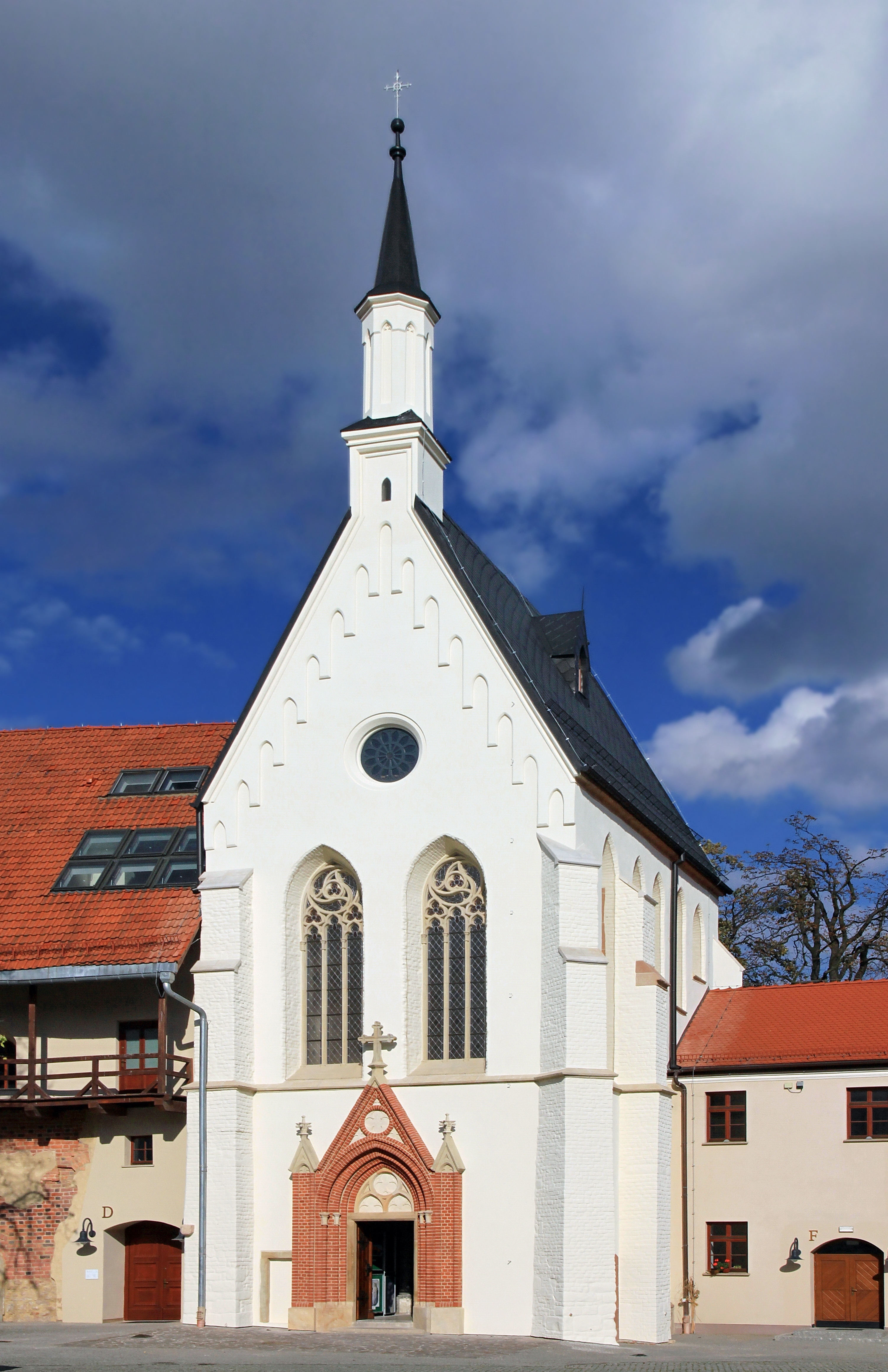
Várkápolna (Kaplica zamkowa)

### Templomok

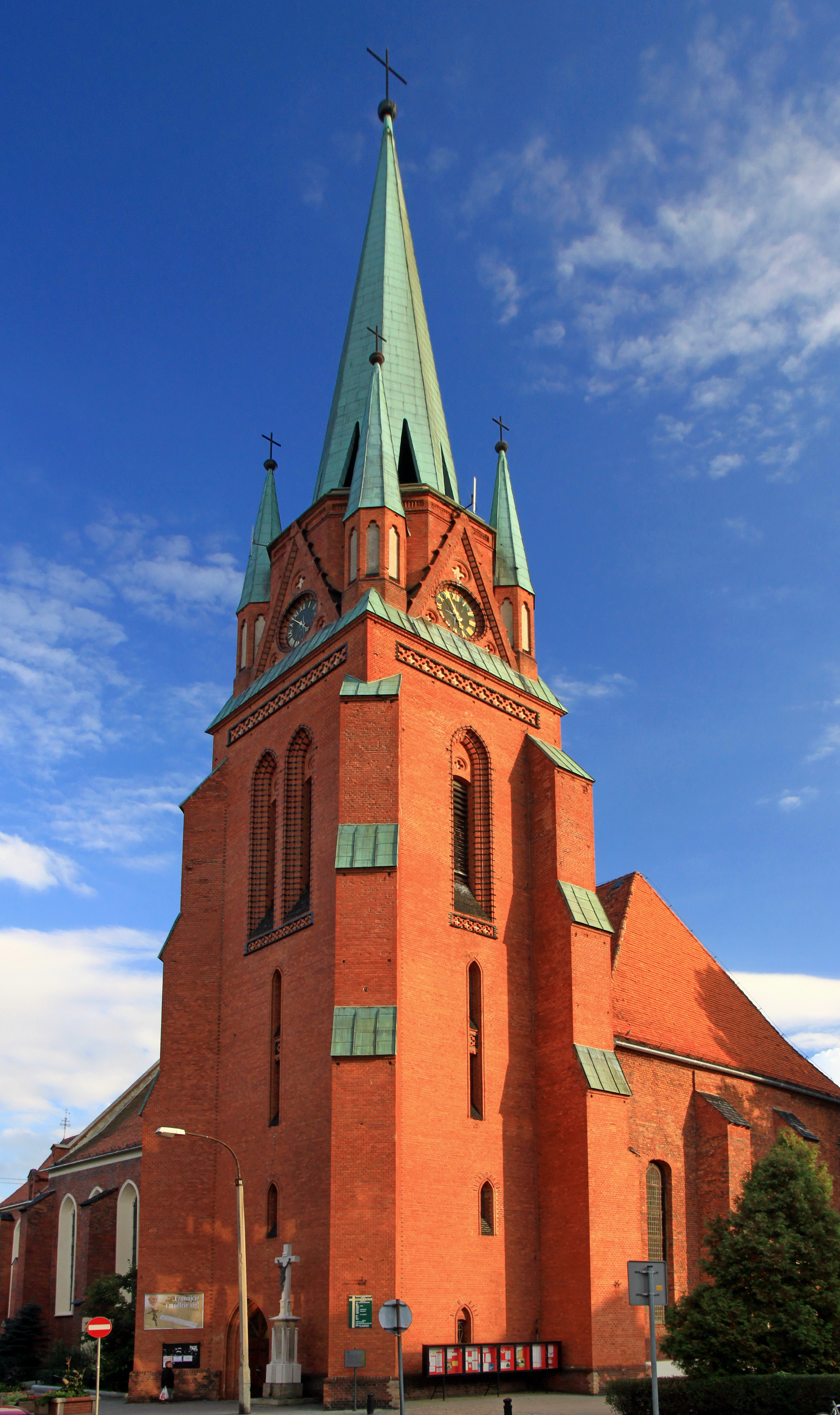
Kościół pw. Wniebowzięcia NMP
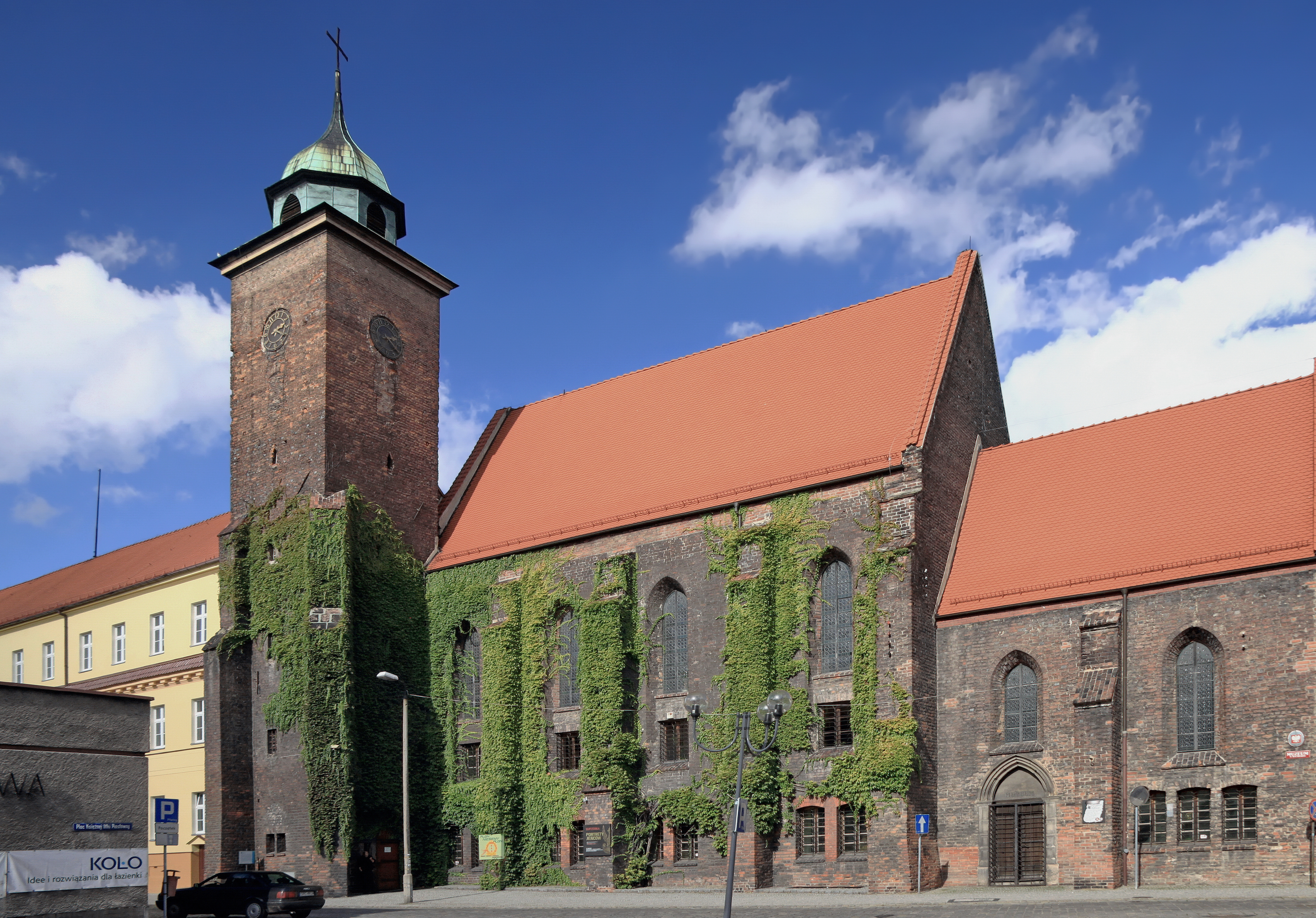
kościół pw. Świętego Ducha
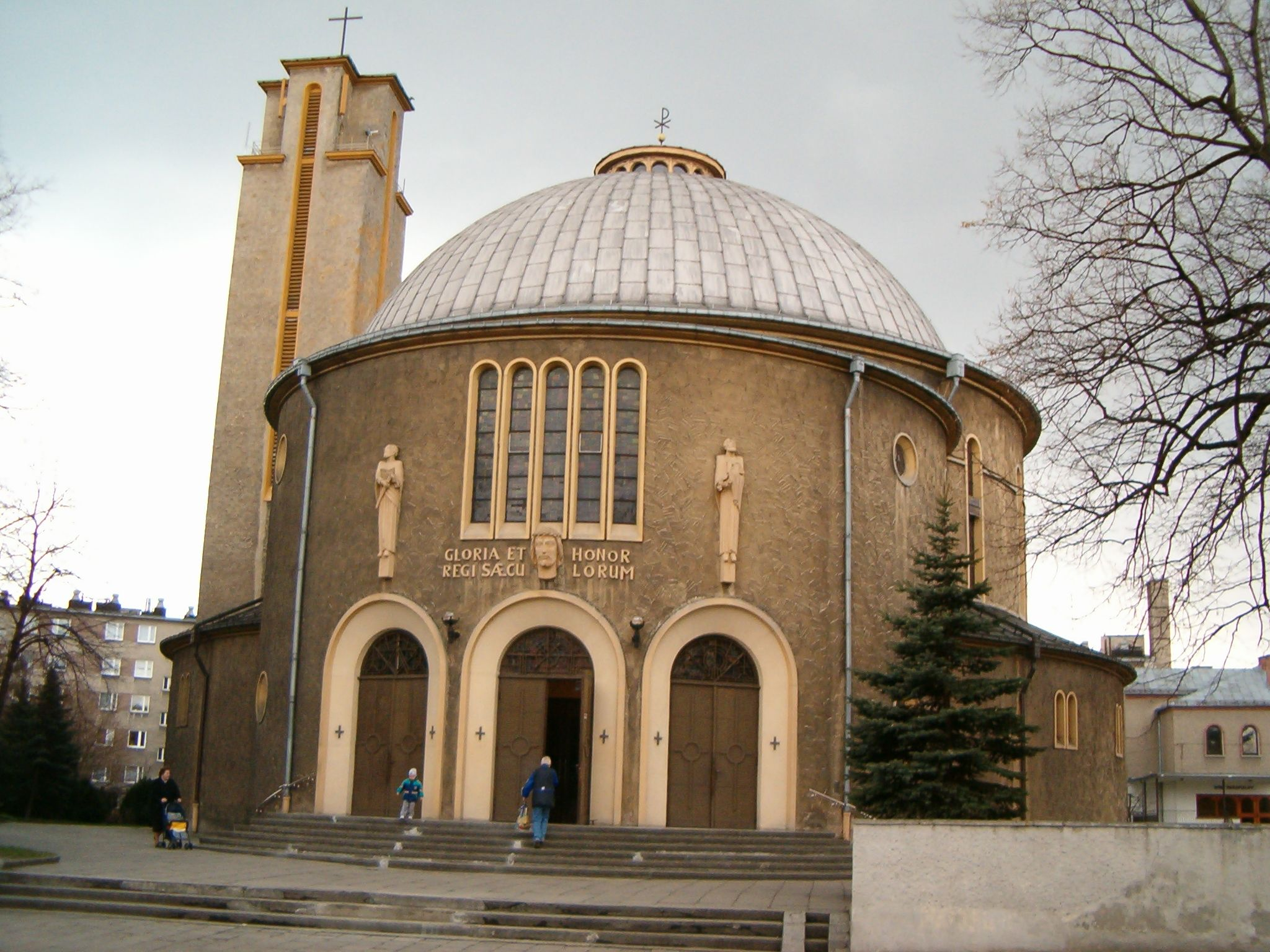
kościół pw. NSPJ
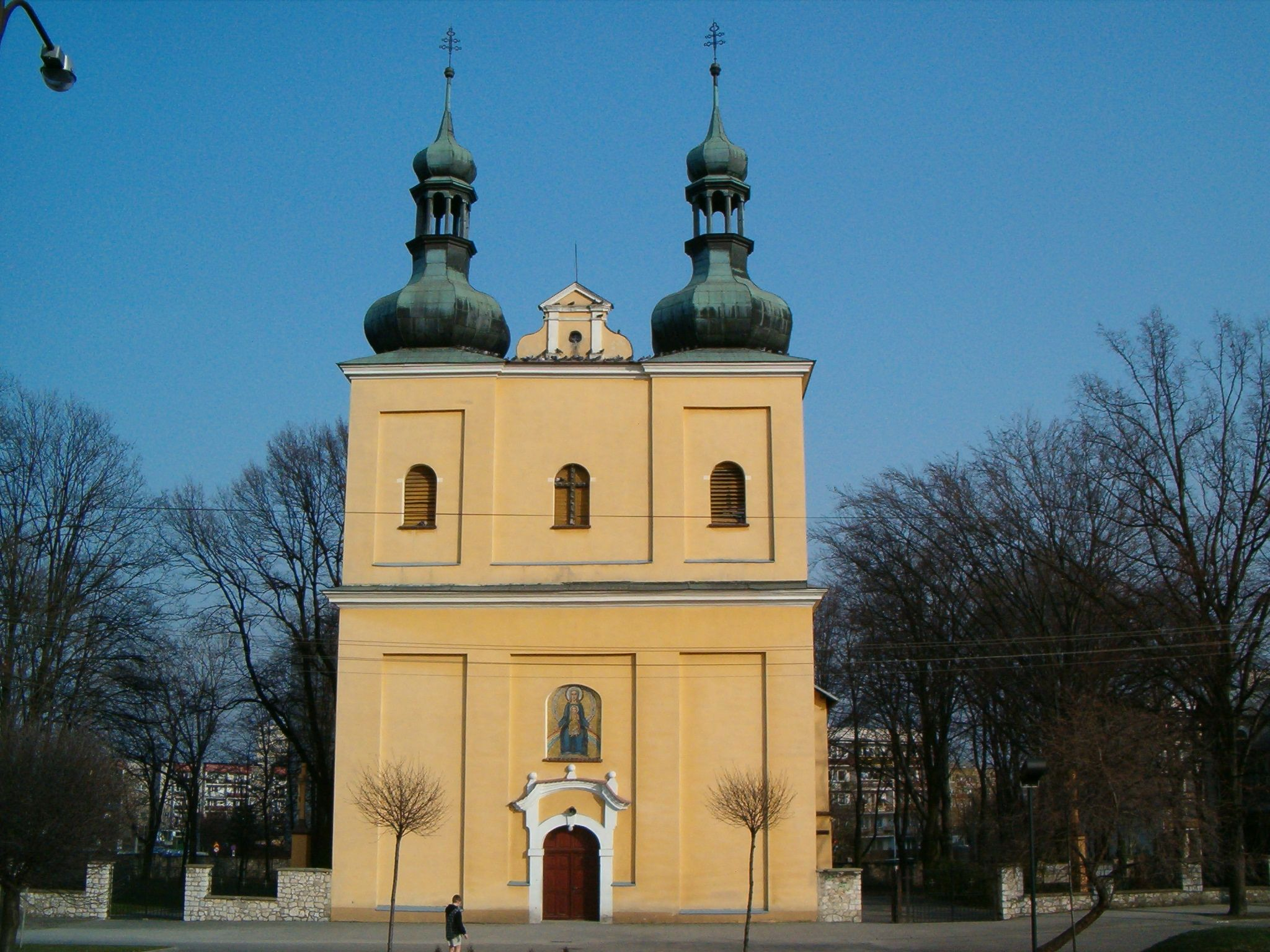
kościół Matki Bożej
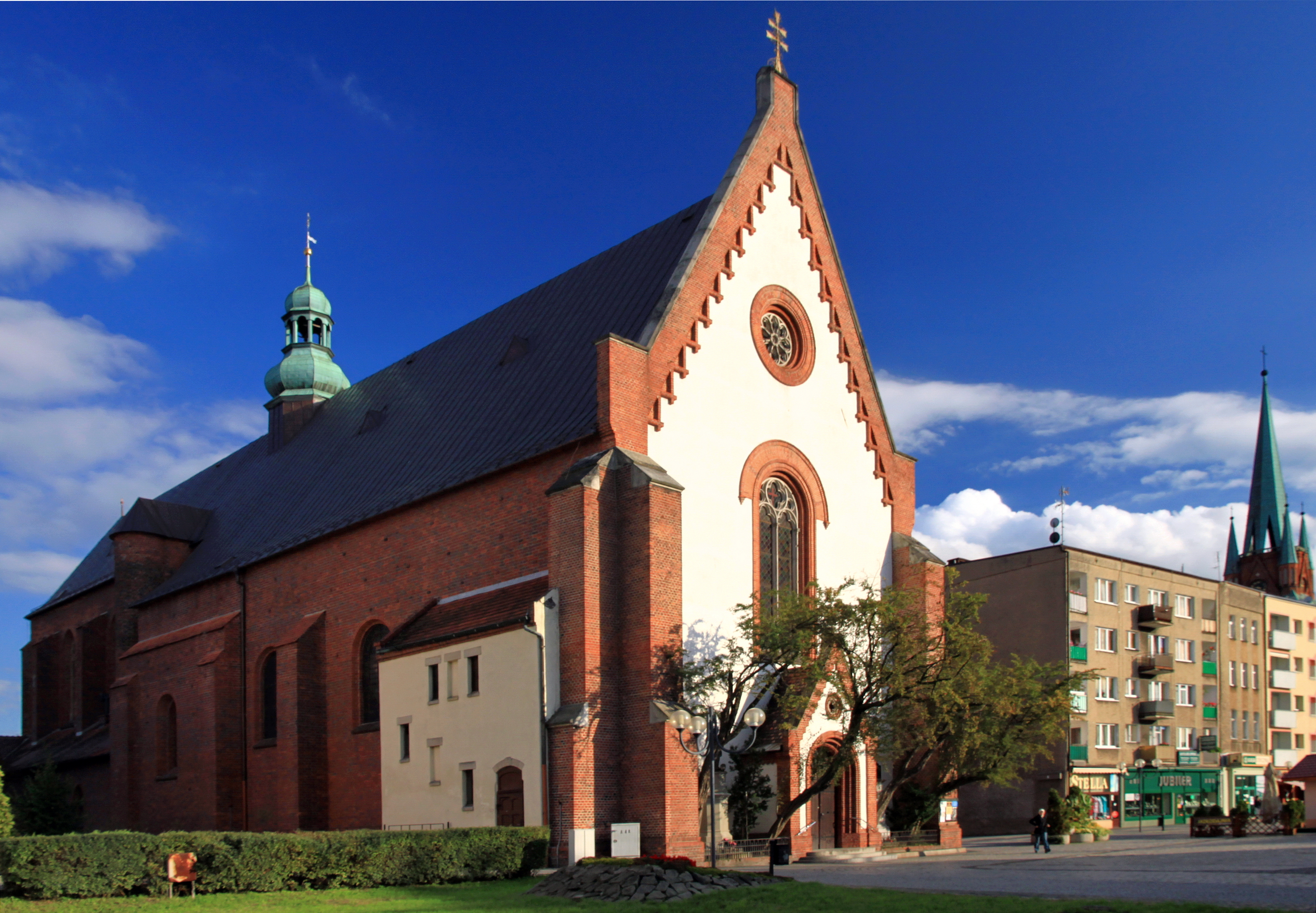
kościół pw. św. Jakuba Starszego
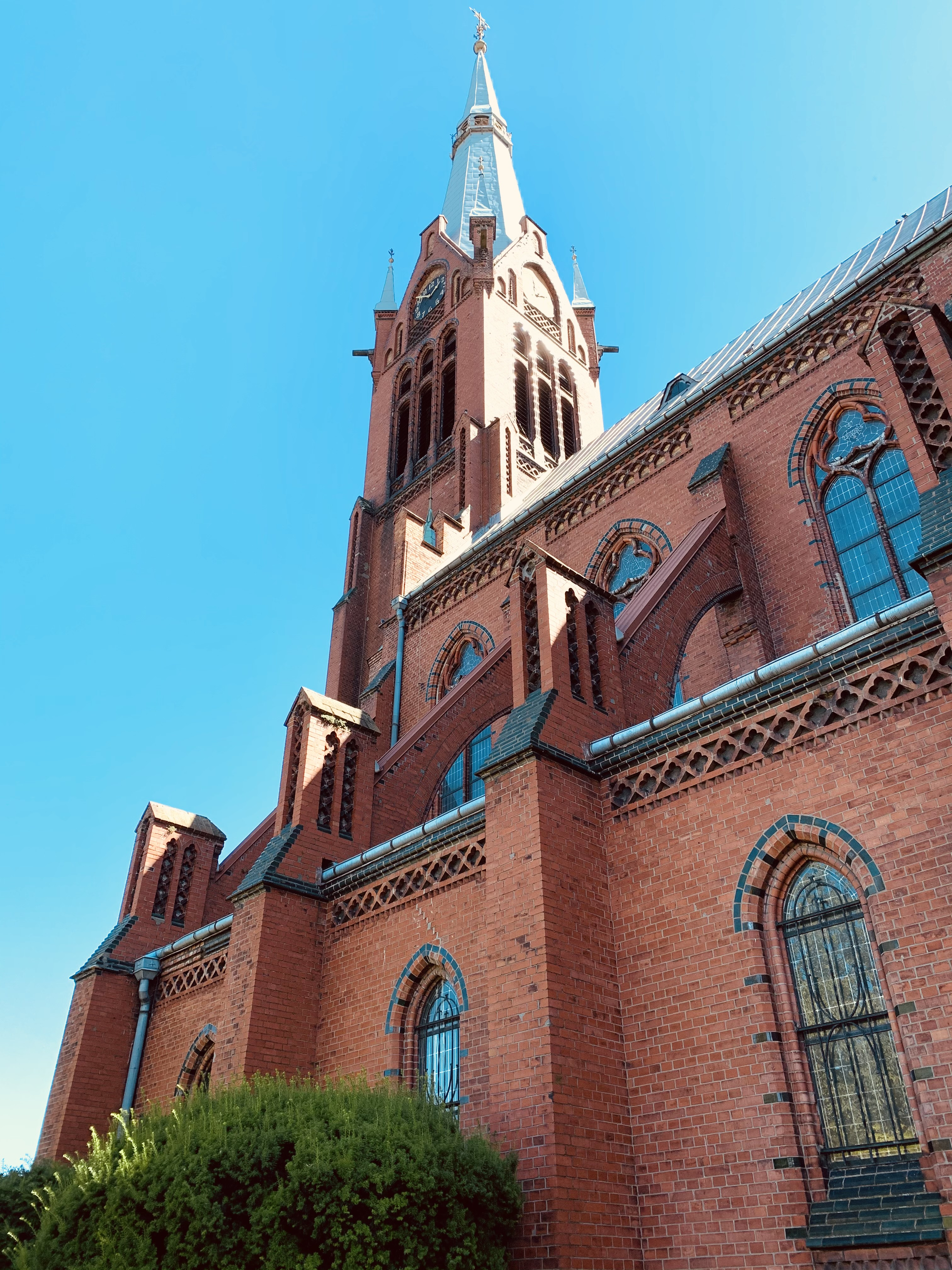
kościół pw. św. Mikołaja
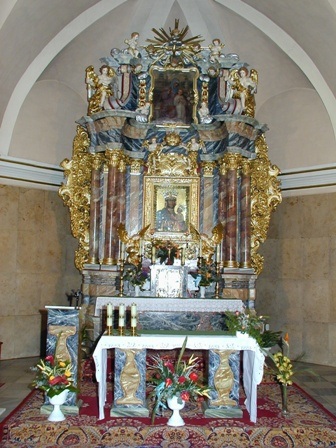
Ołtarz główny w kościele Matki Bożej, w którym znajduje się cudowny obraz
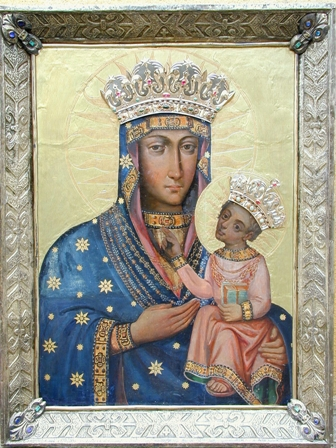
Cudowny obraz Matki Bożej
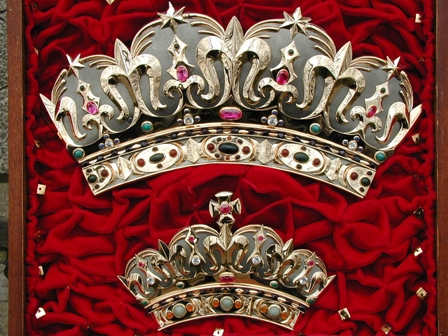
Korony Matki Bożej Raciborskiej
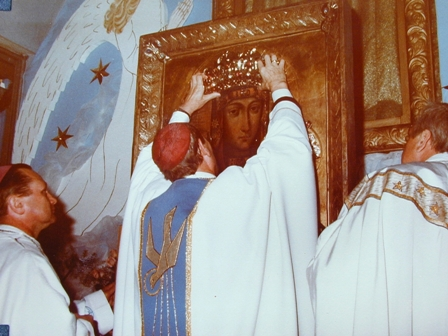
Koronacja obrazu przez biskupa A. Nossola
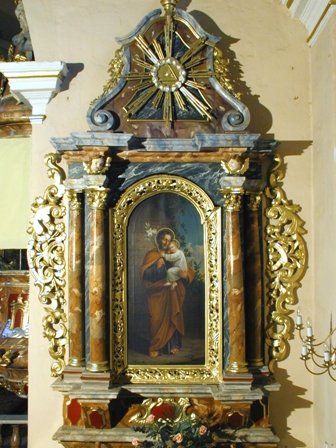
Ołtarz boczny św. Józefa w Sanktuarium Matki Bożej w Raciborzu
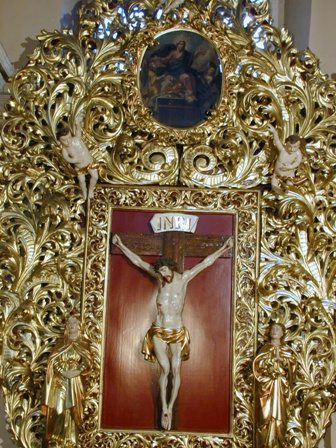
Ołtarz boczny Świętego Krzyża w Sanktuarium Matki Bożej w Raciborzu
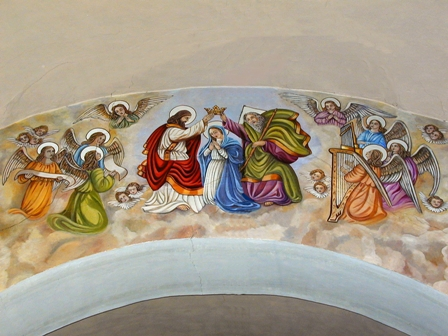
Freski w Sanktuarium Matki Bożej w Raciborzu

### Temetők

#### Katolikus- evangélikus temető (ul. Opawska)

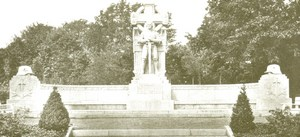
Pomnik poległych podczas I wojny światowej
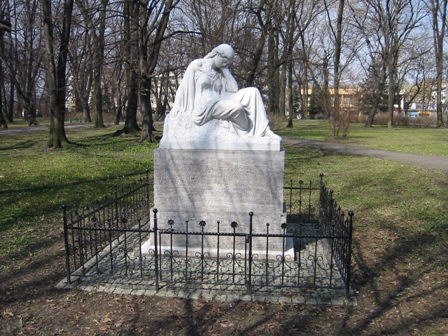
Nagrobek Reinersów z 1915 roku
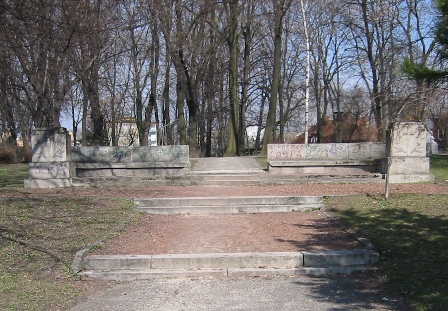
Pomnik poległym podczas I wojny światowej - obecnie
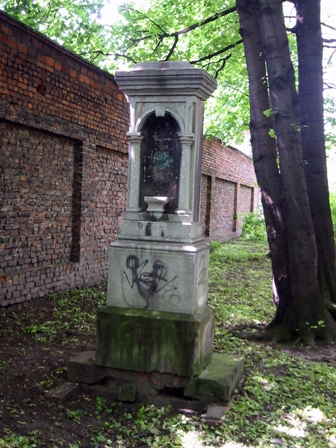
Część katolicka

#### Az evangélikus temetőről (ul. Starowiejska)

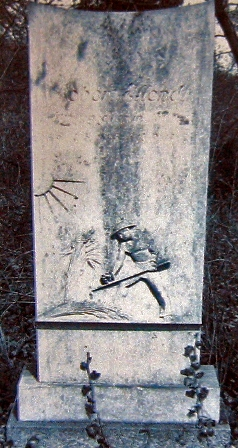
Robert Ellendt polgármester sírja
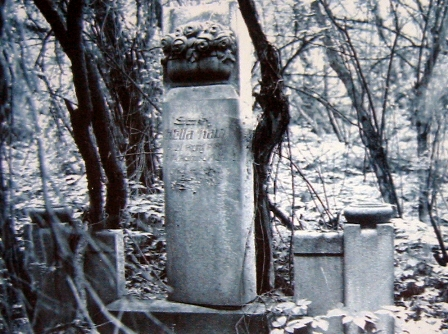
Egy sírkő
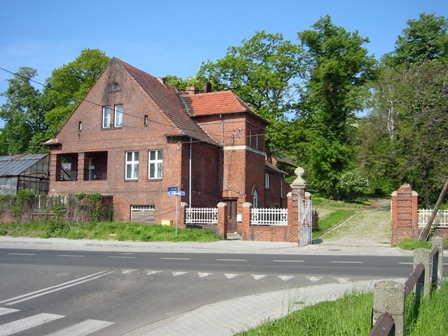
A temető kapuja
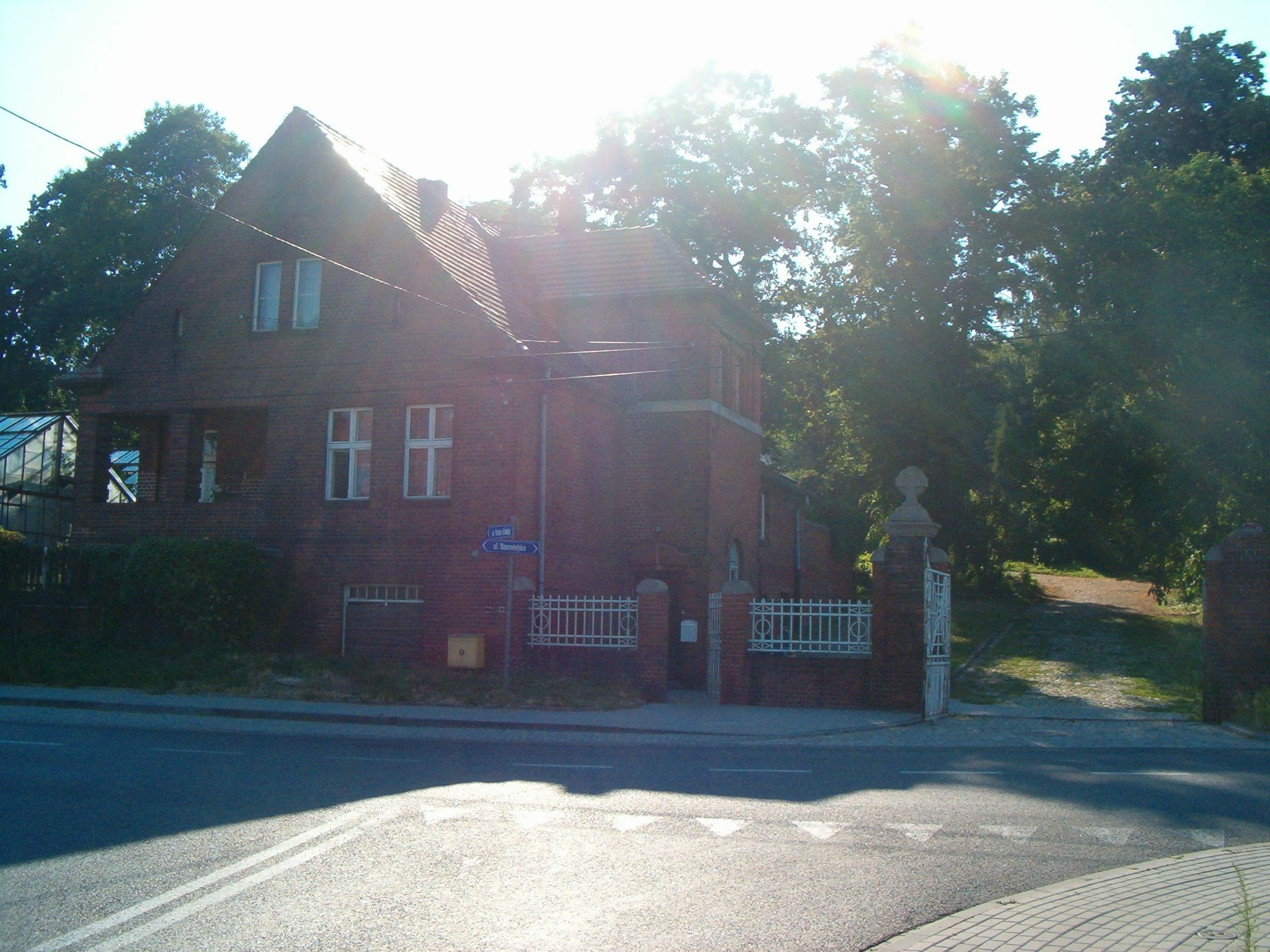
A temető kapuja
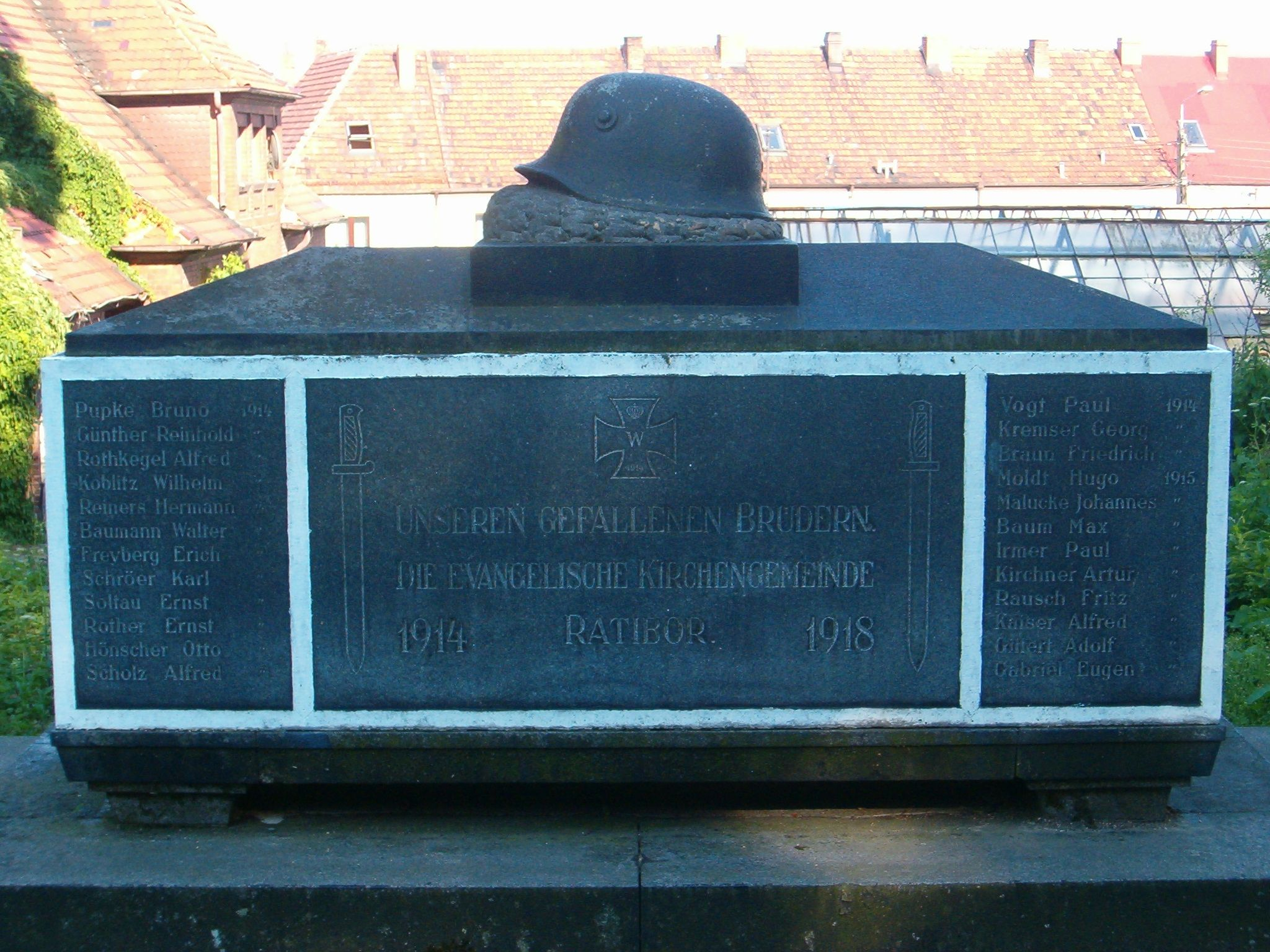
Pomnik poległym podczas I wojny światowej
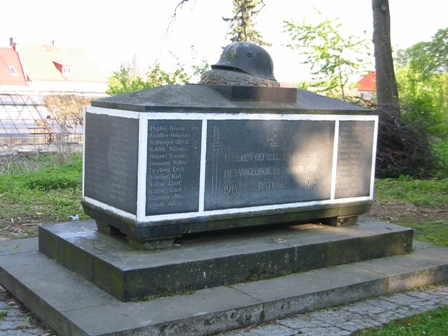
Pomnik poległym podczas I wojny światowej
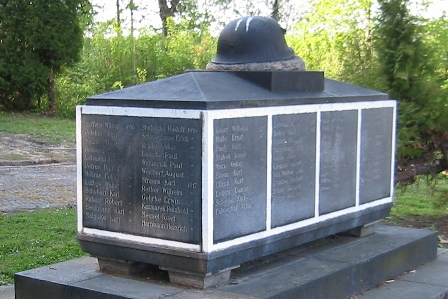
Pomnik poległym podczas I wojny światowej
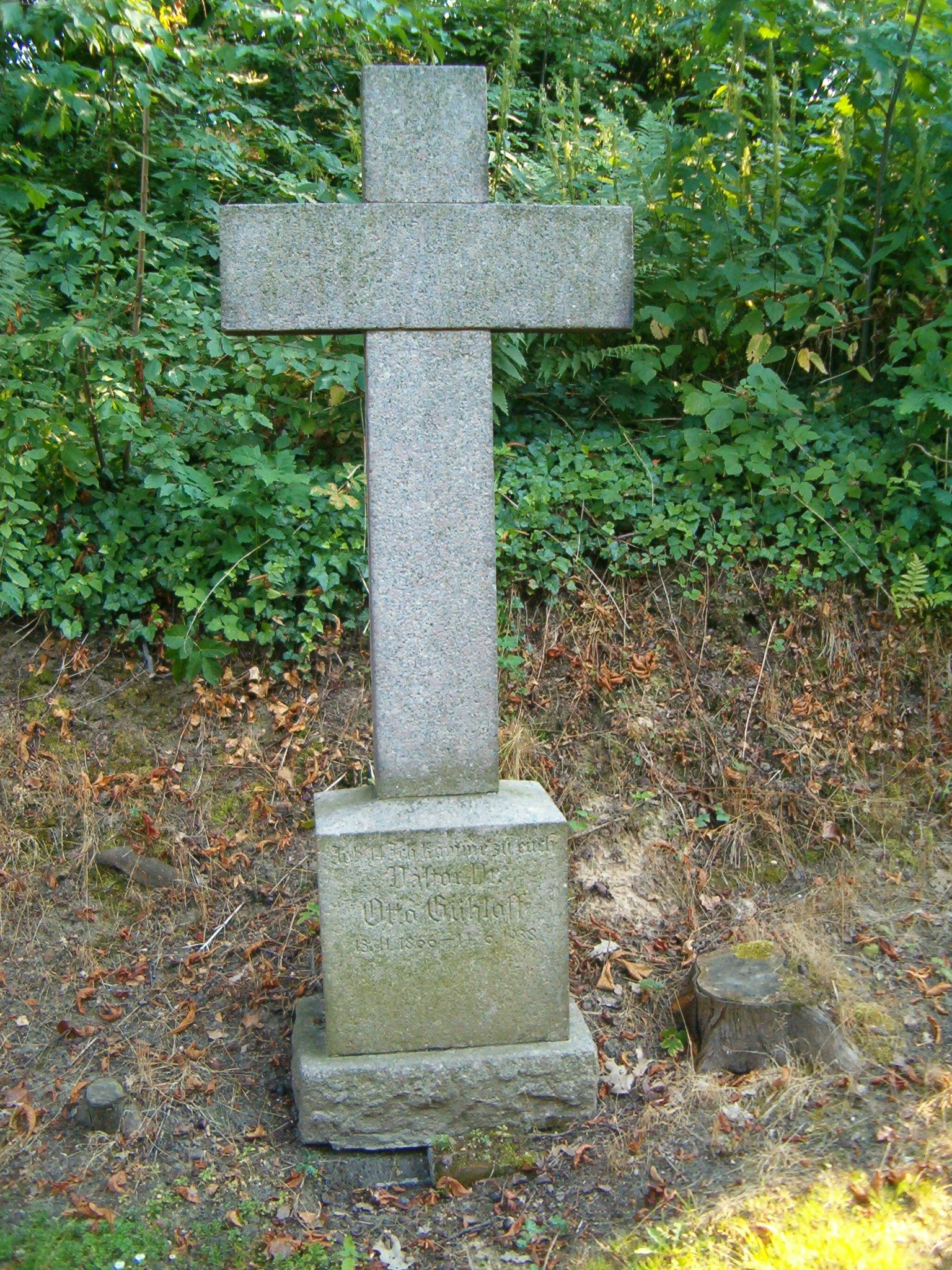
Nagrobek w formie krzyża z 1938 roku
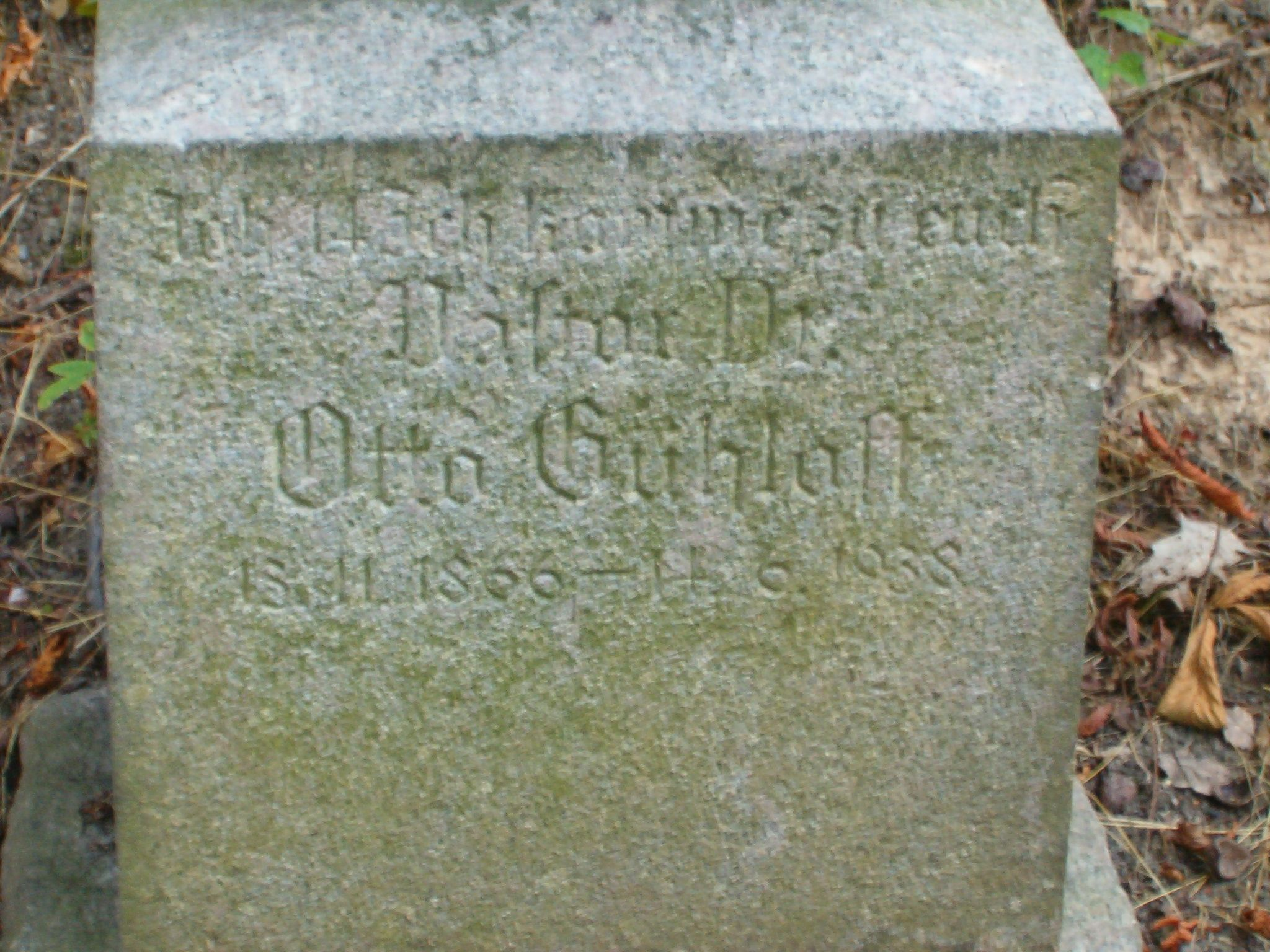
Inskrypcja na krzyżu
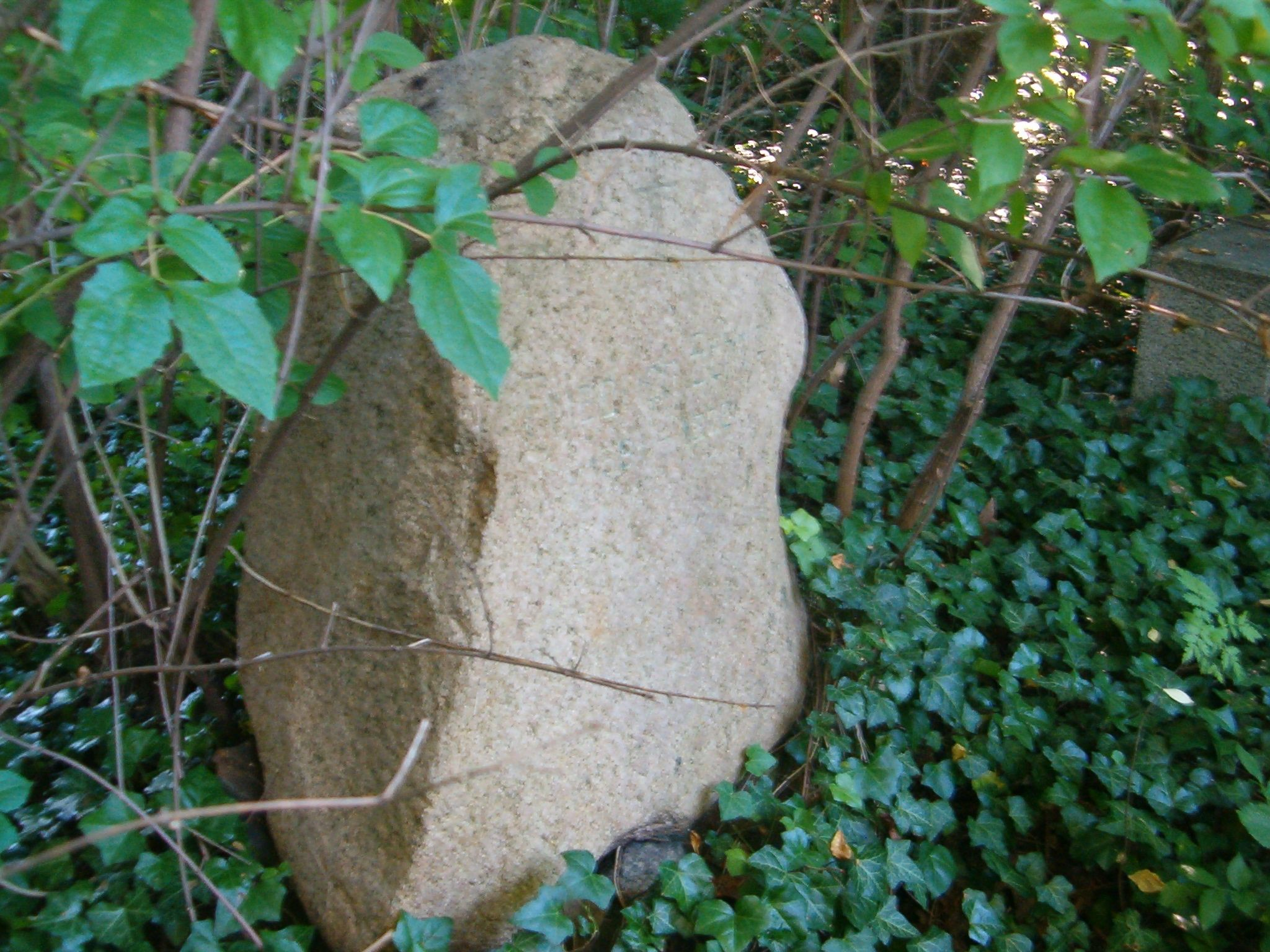
Nagrobek w formie głazu
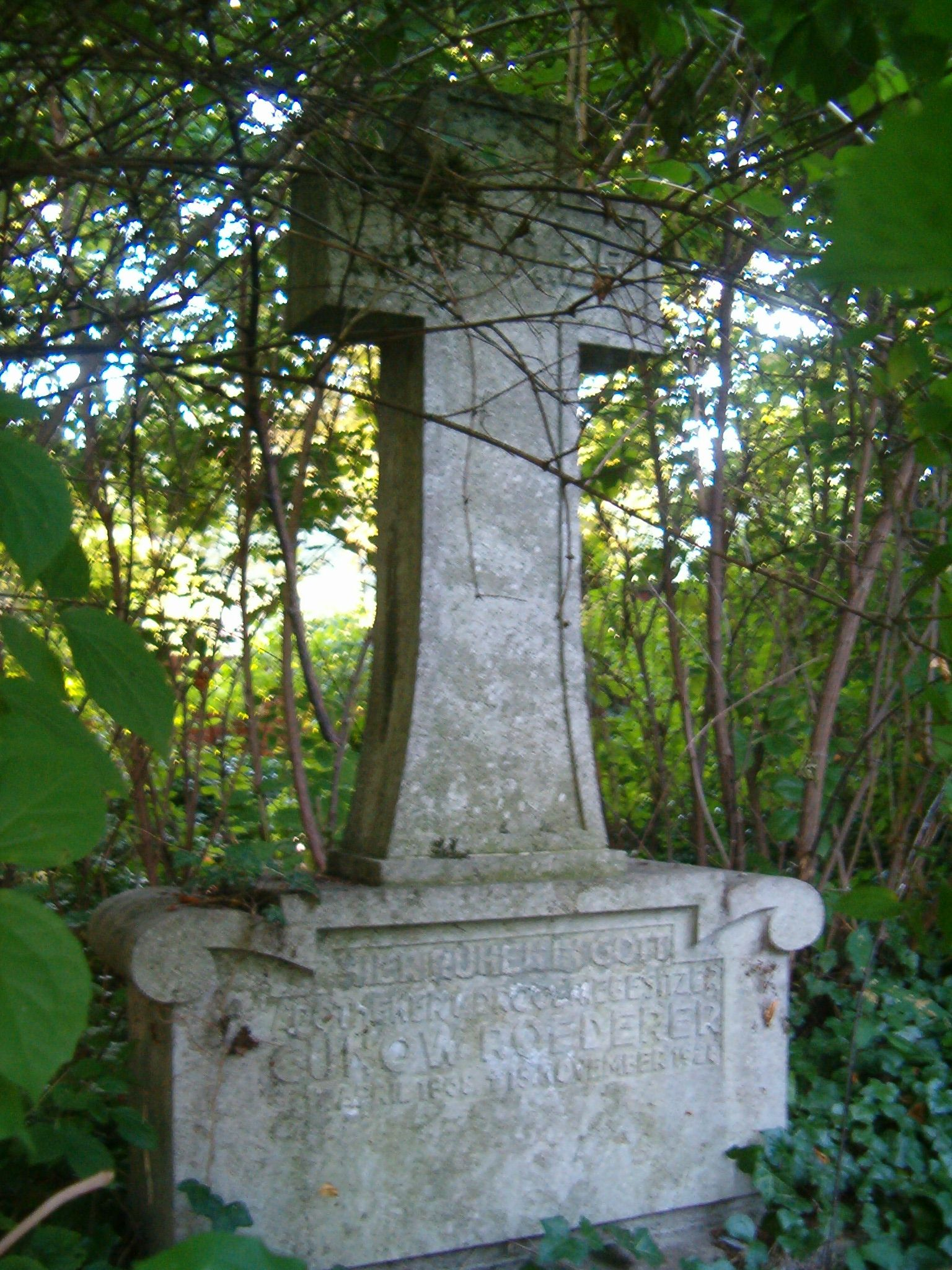
Nagrobek w formie krzyża
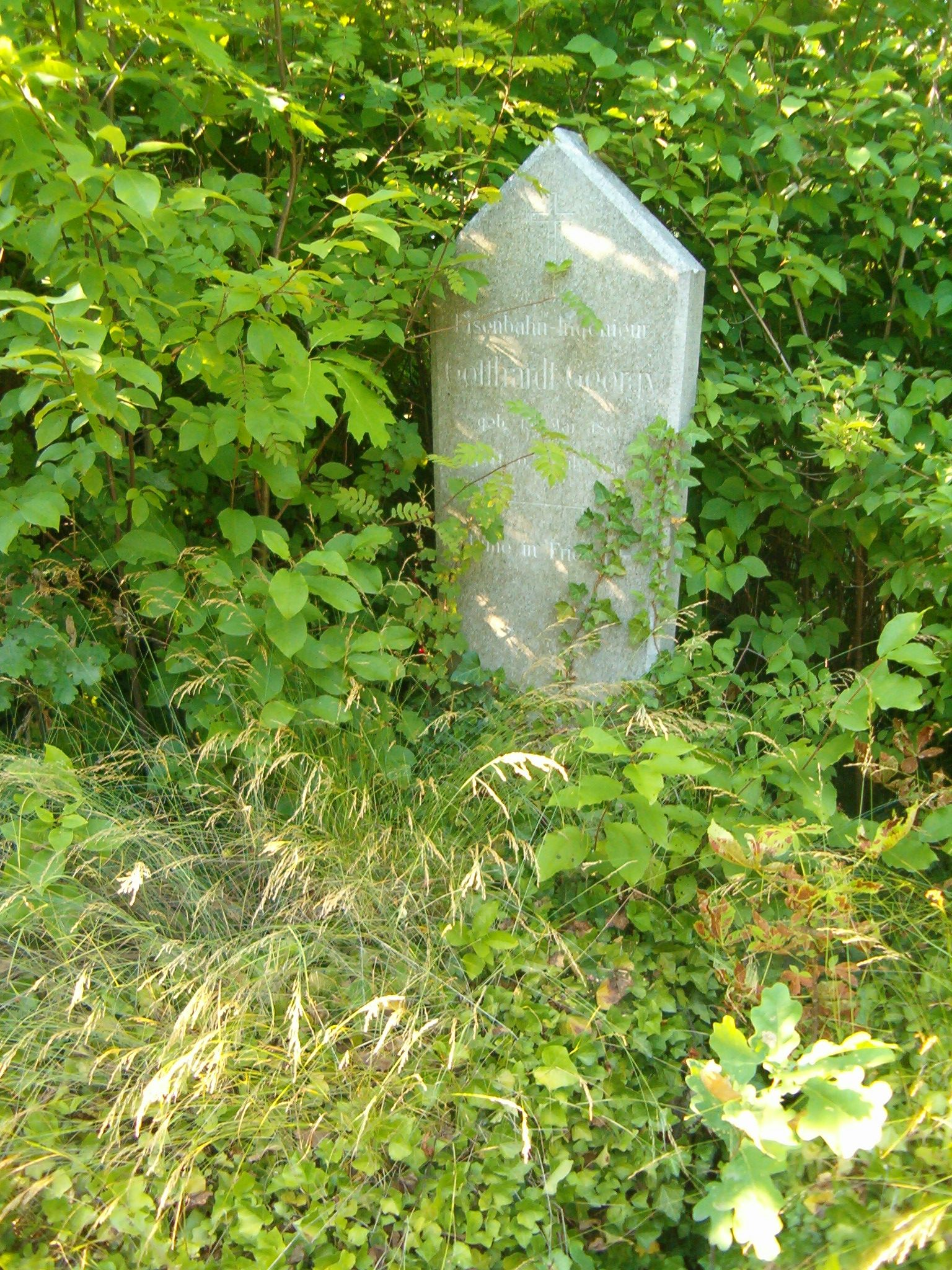
Nagrobek w formie płyty
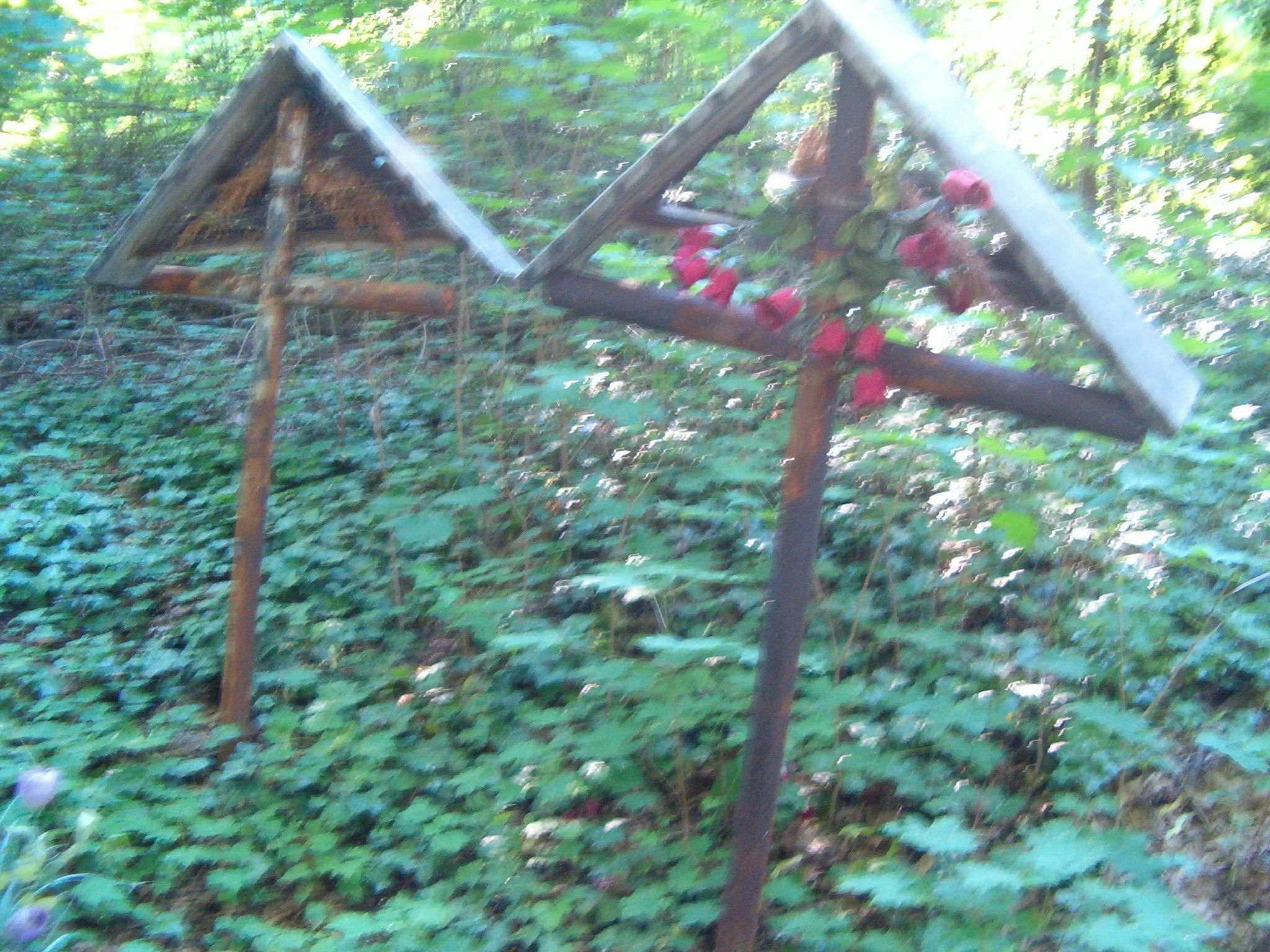
Krzyże
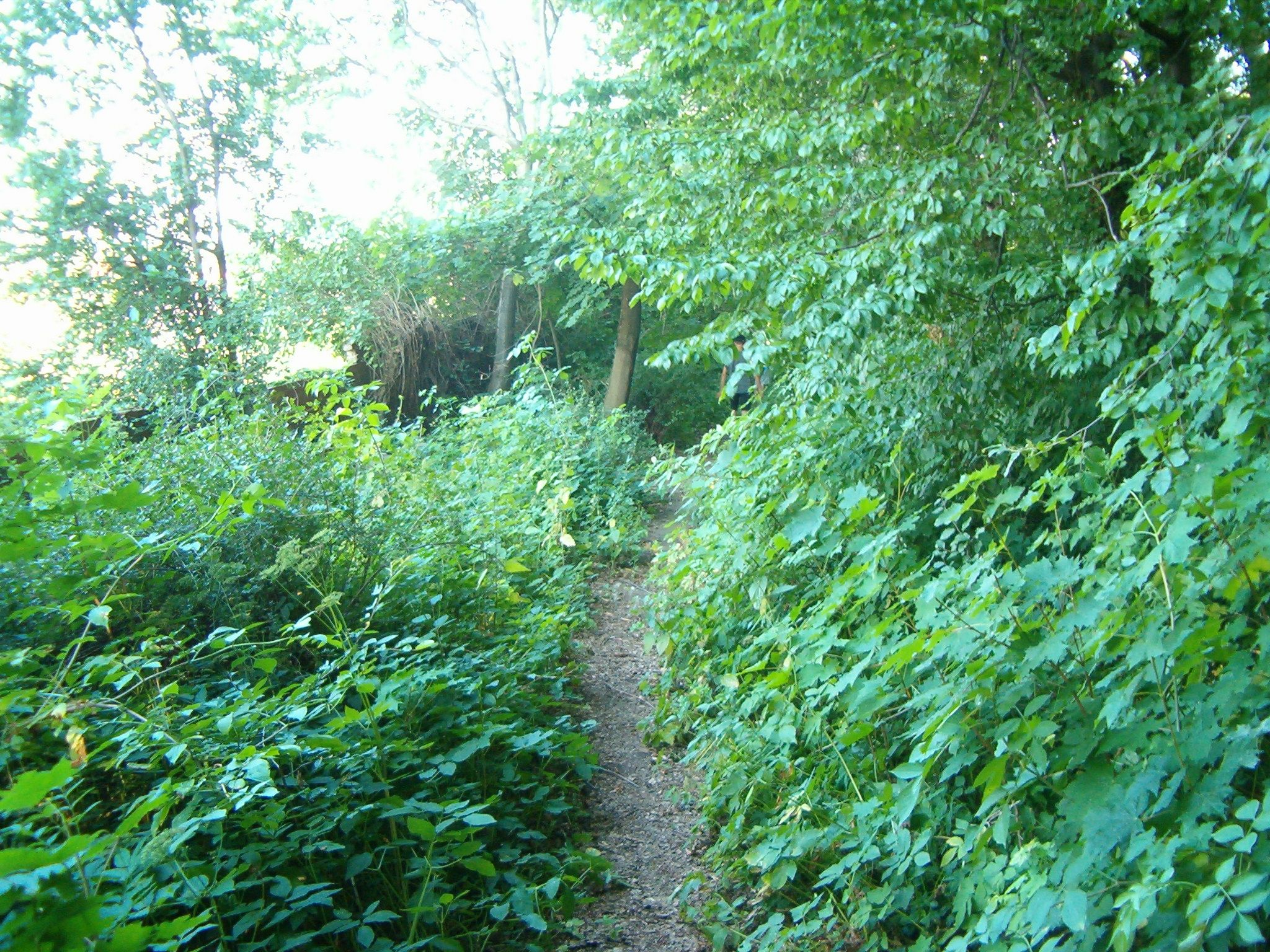
Alejka
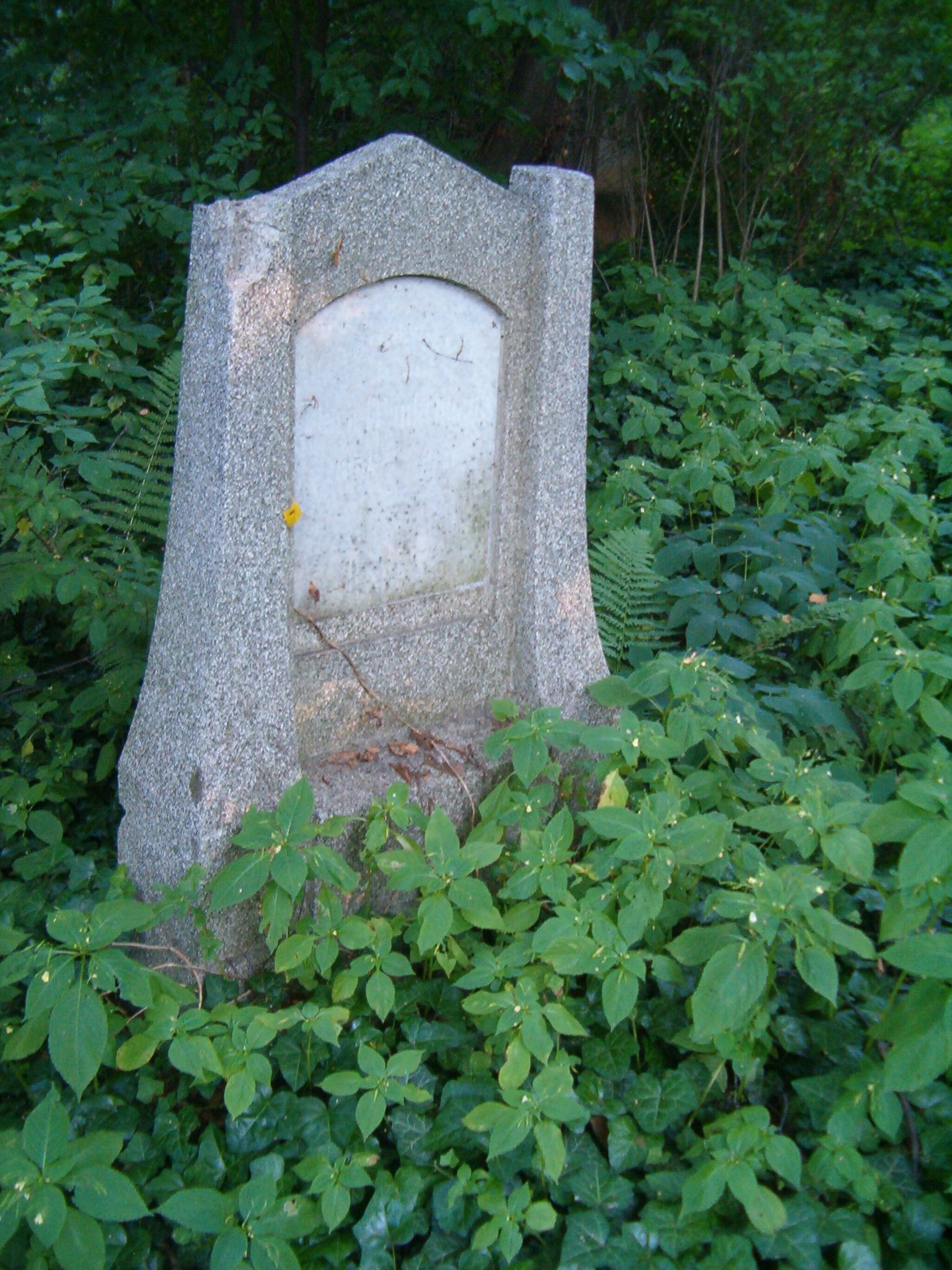
Nagrobek bez inskrypcji
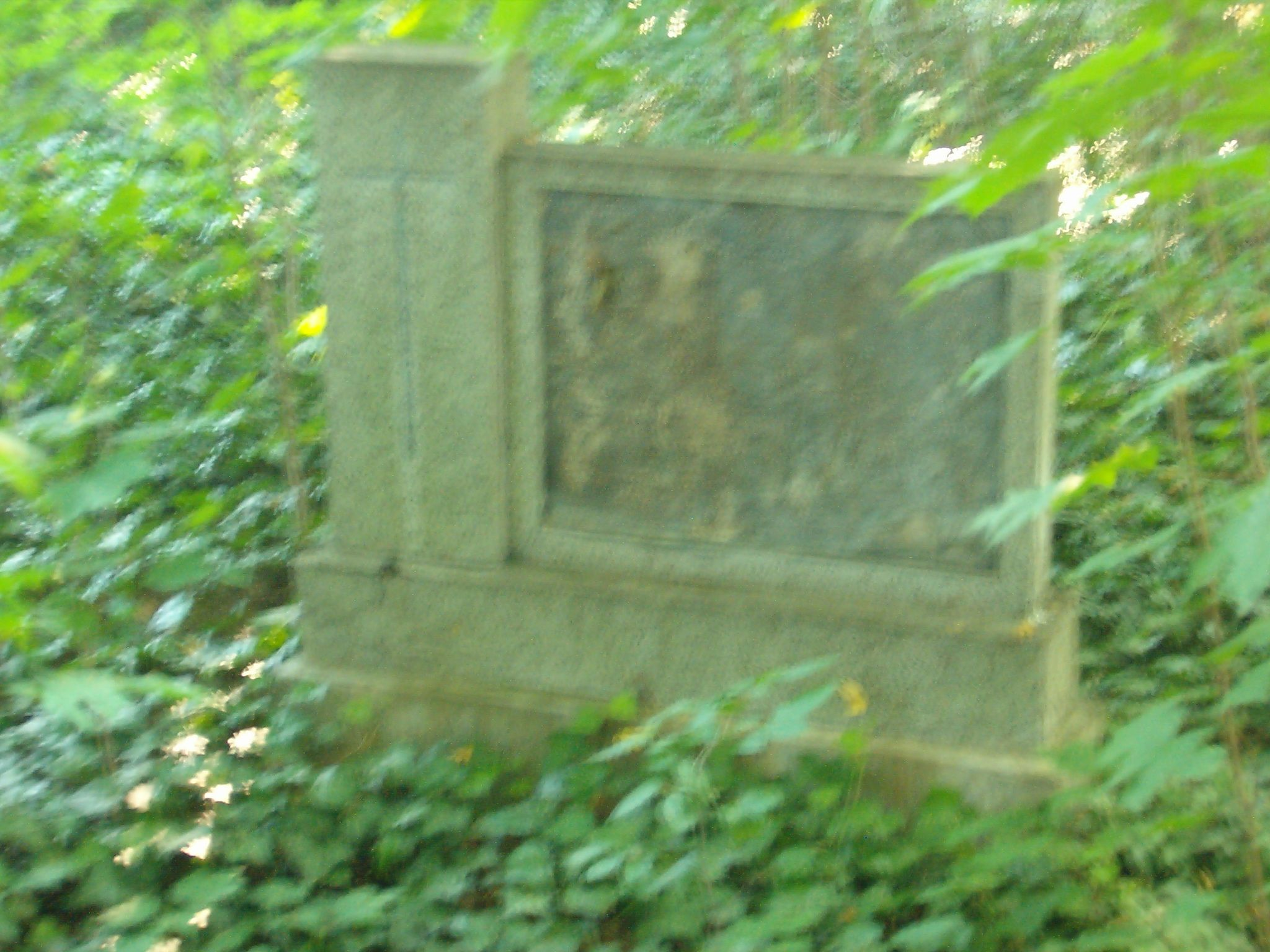
Nagrobek bez inskrypcji
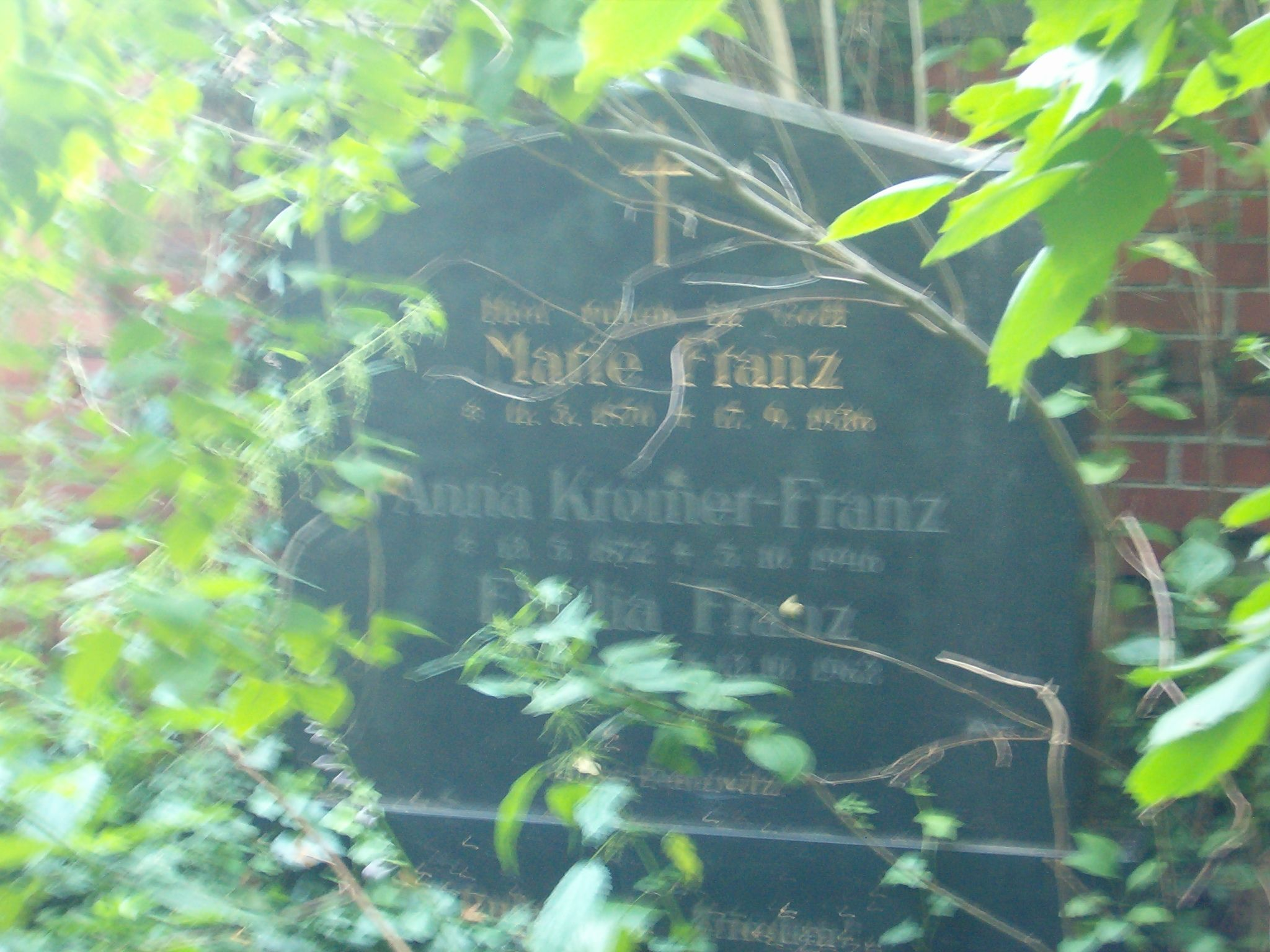
Nagrobek z lat 40. XX wieku
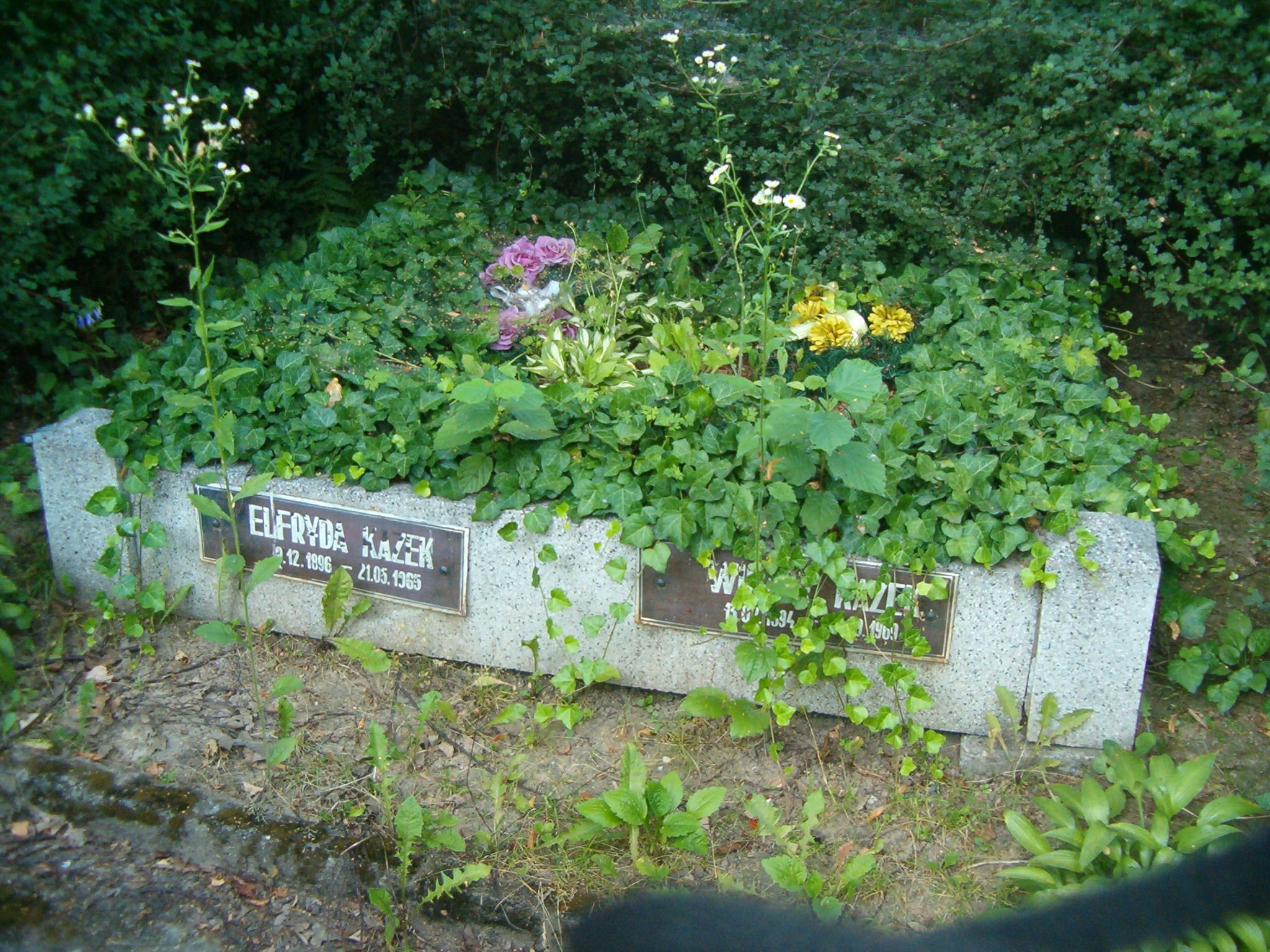
Nagrobek z lat 70. XX wieku
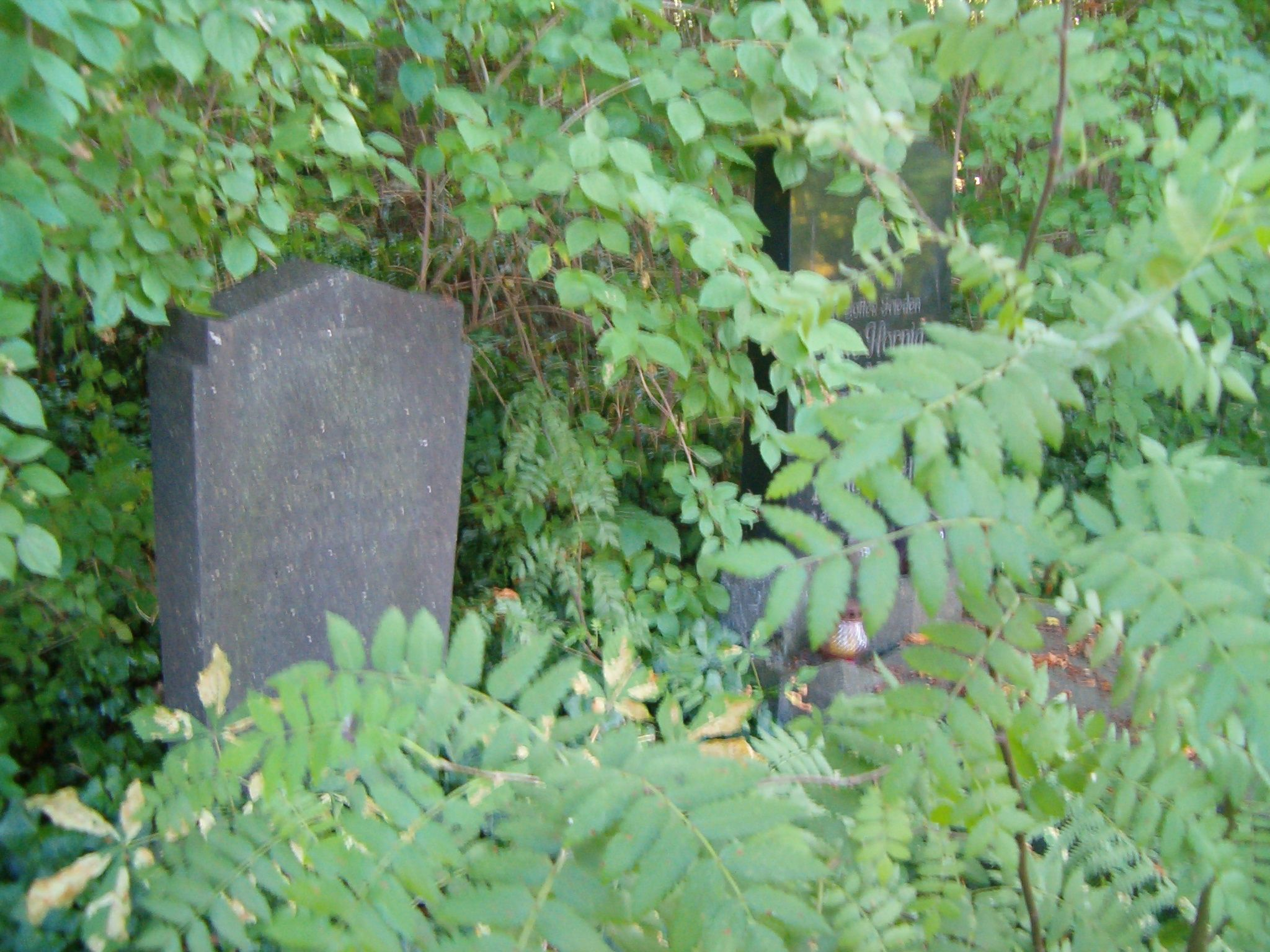
Zarośnięte nagrobki
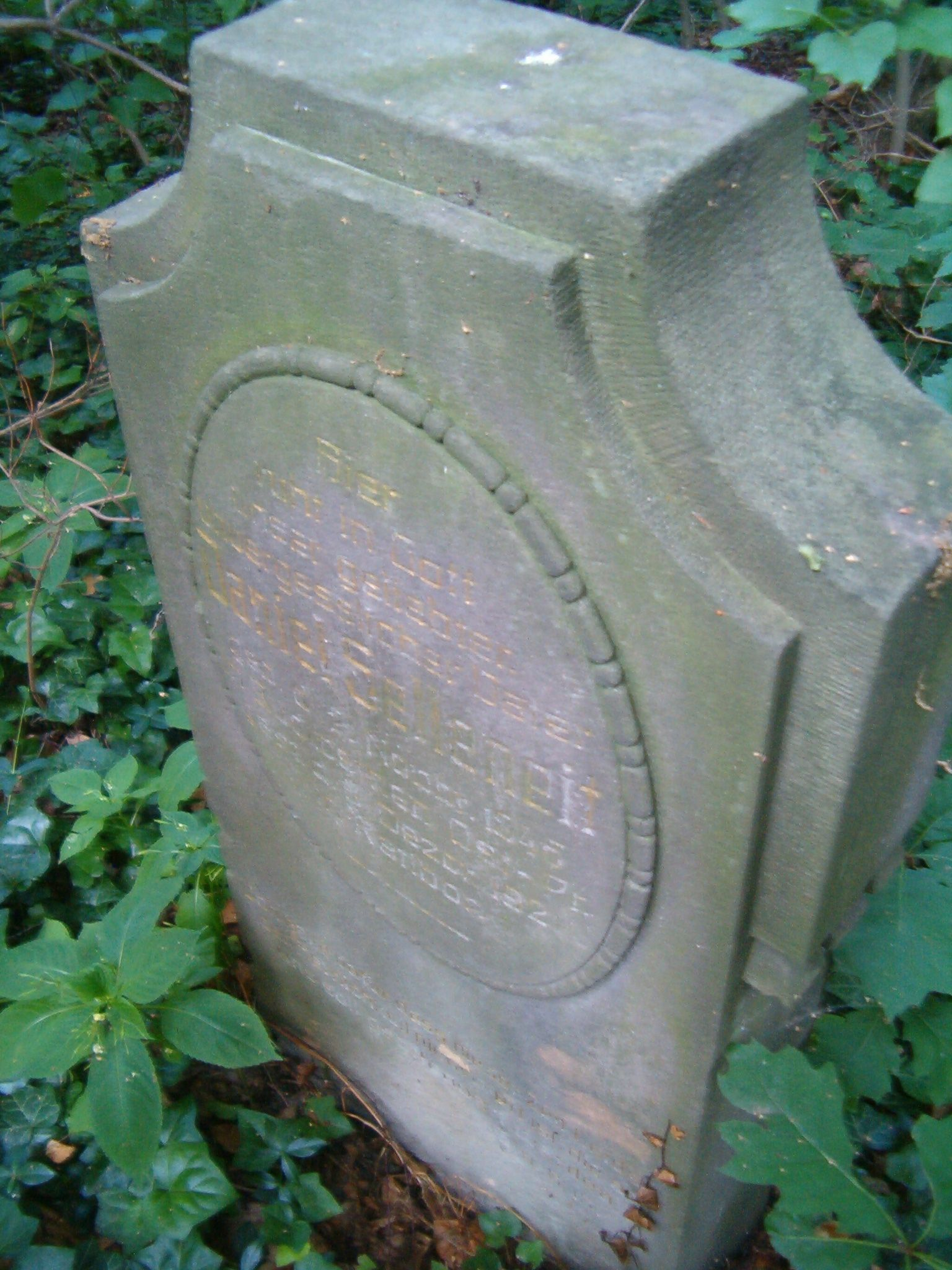
Nagrobek z 1892 roku
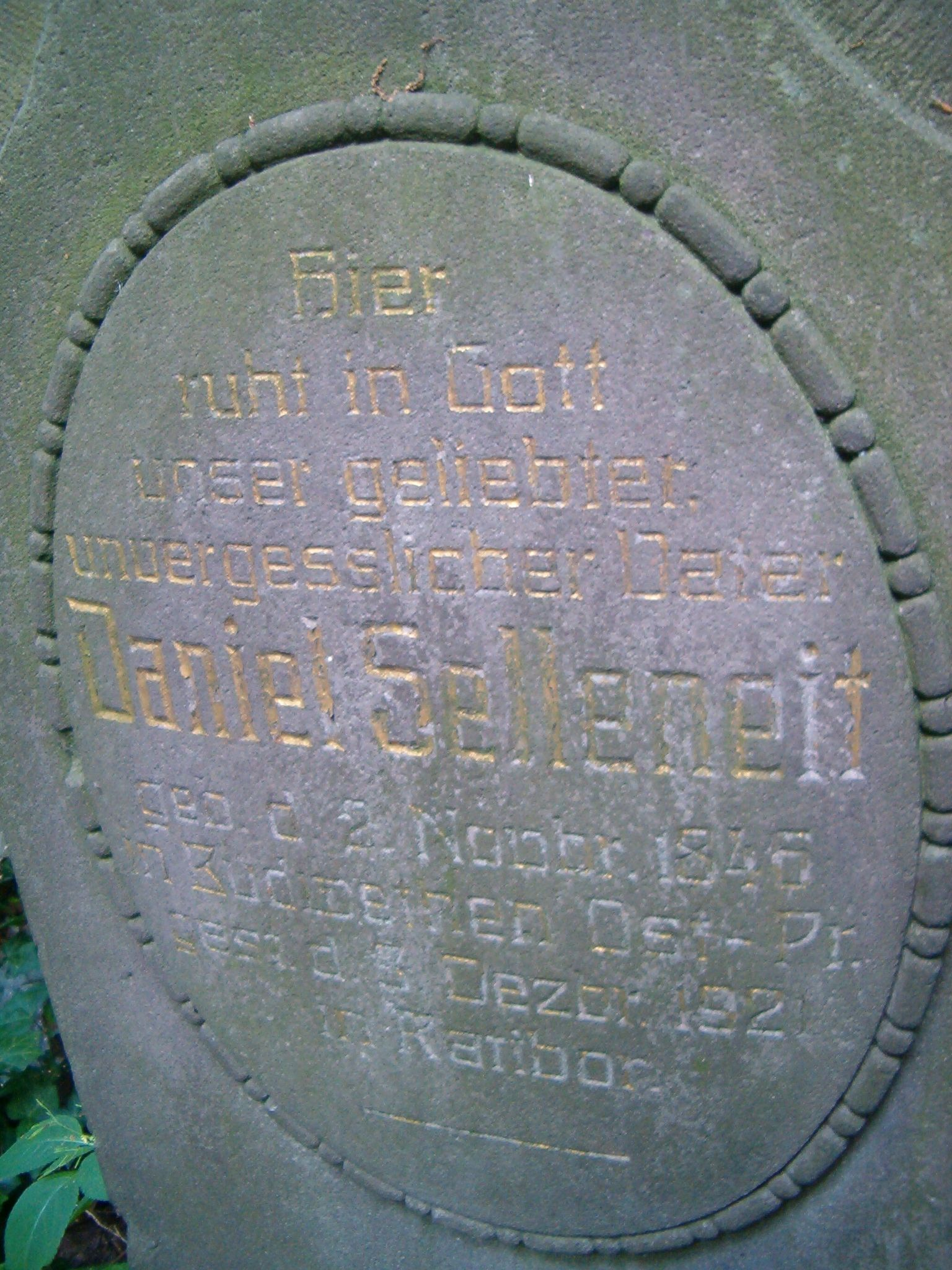
Inskrypcja na nagrobku z 1892 roku
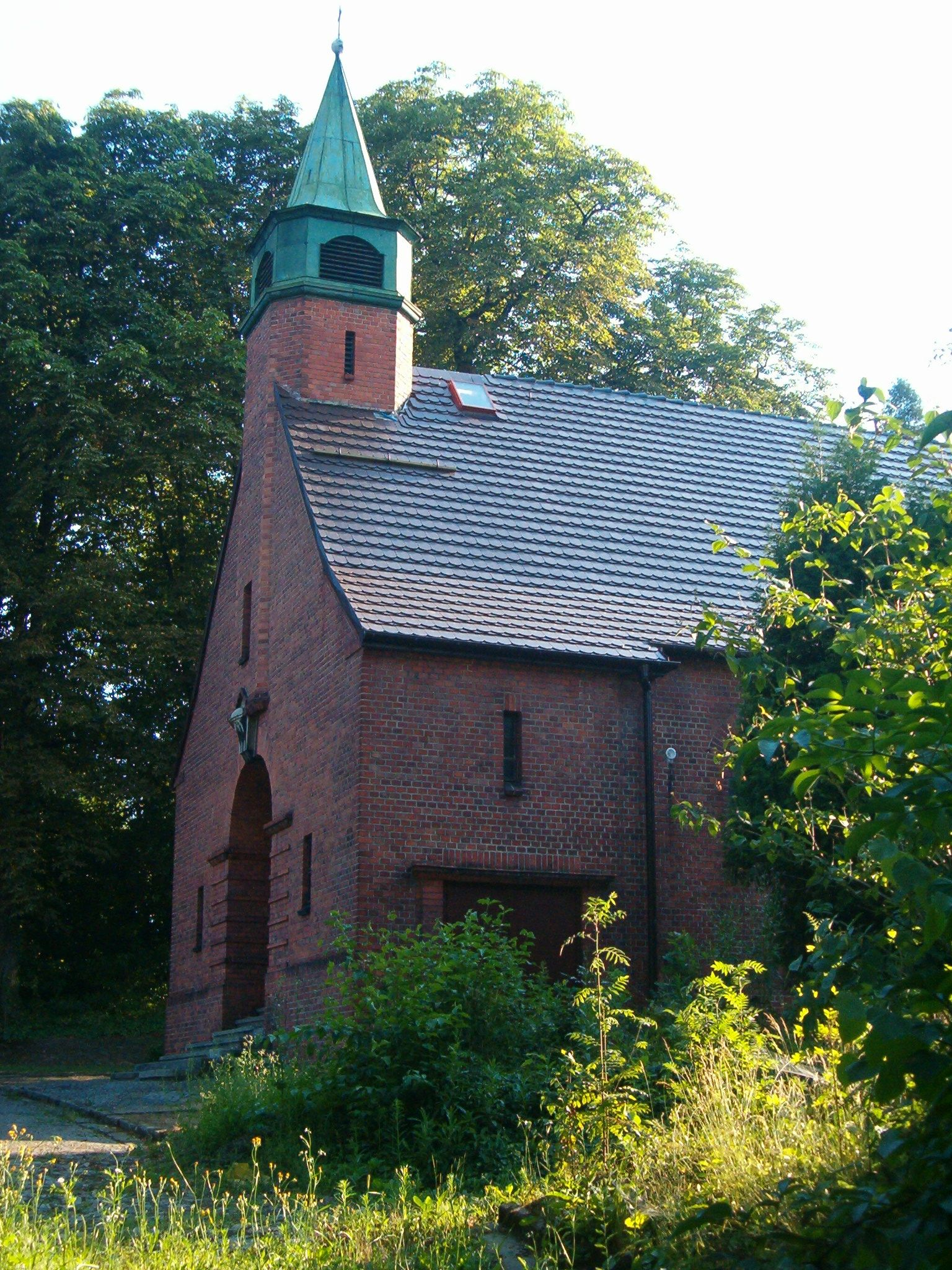
Kaplica cmentarna
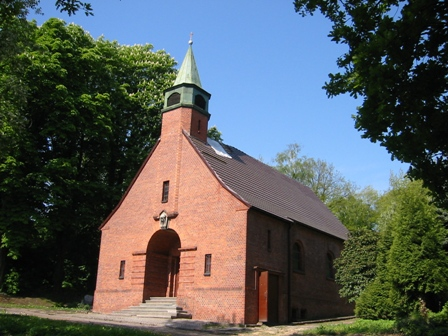
Kaplica cmentarna
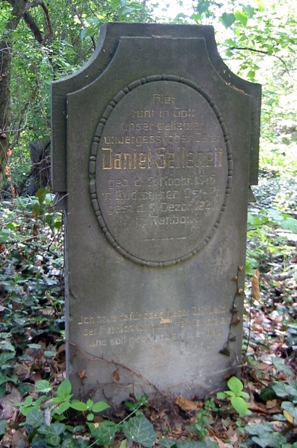
Nagrobek Daniela Salleheita
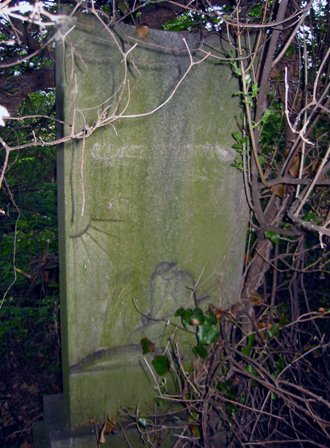
Grób burmistrza miasta Roberta Ellendta
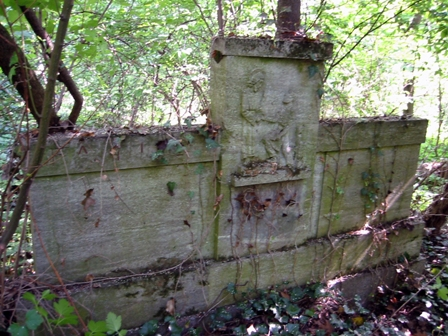
Nagrobek
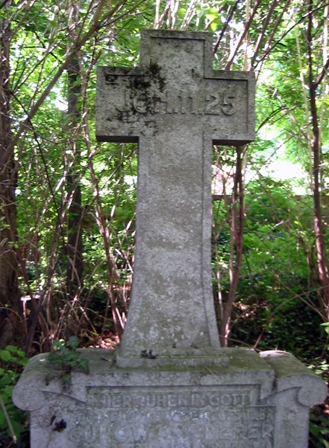
Nagrobek w formie krzyża
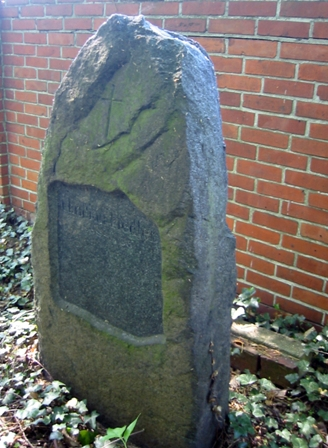
Nagrobek w formie głazu
Zniszczony nagrobek
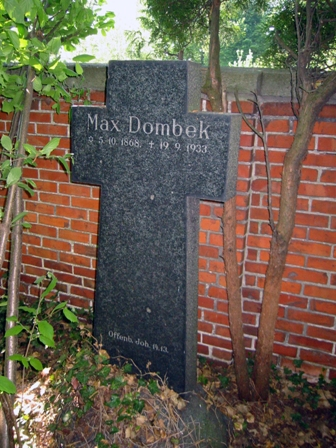
Nagrobek z 1933 roku
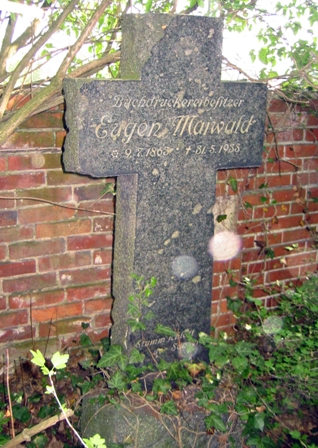
Nagrobek w formie krzyża
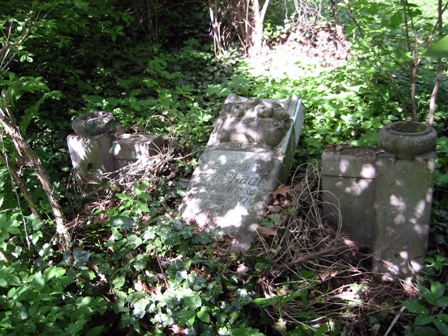
Nagrobek w gąszczu
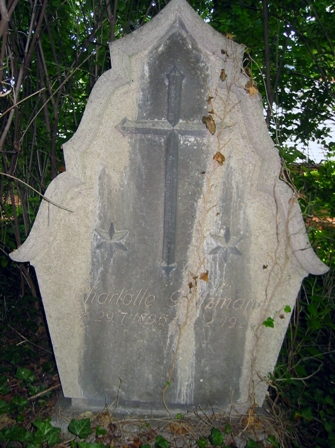
Nagrobek

#### A zsidó temetőről

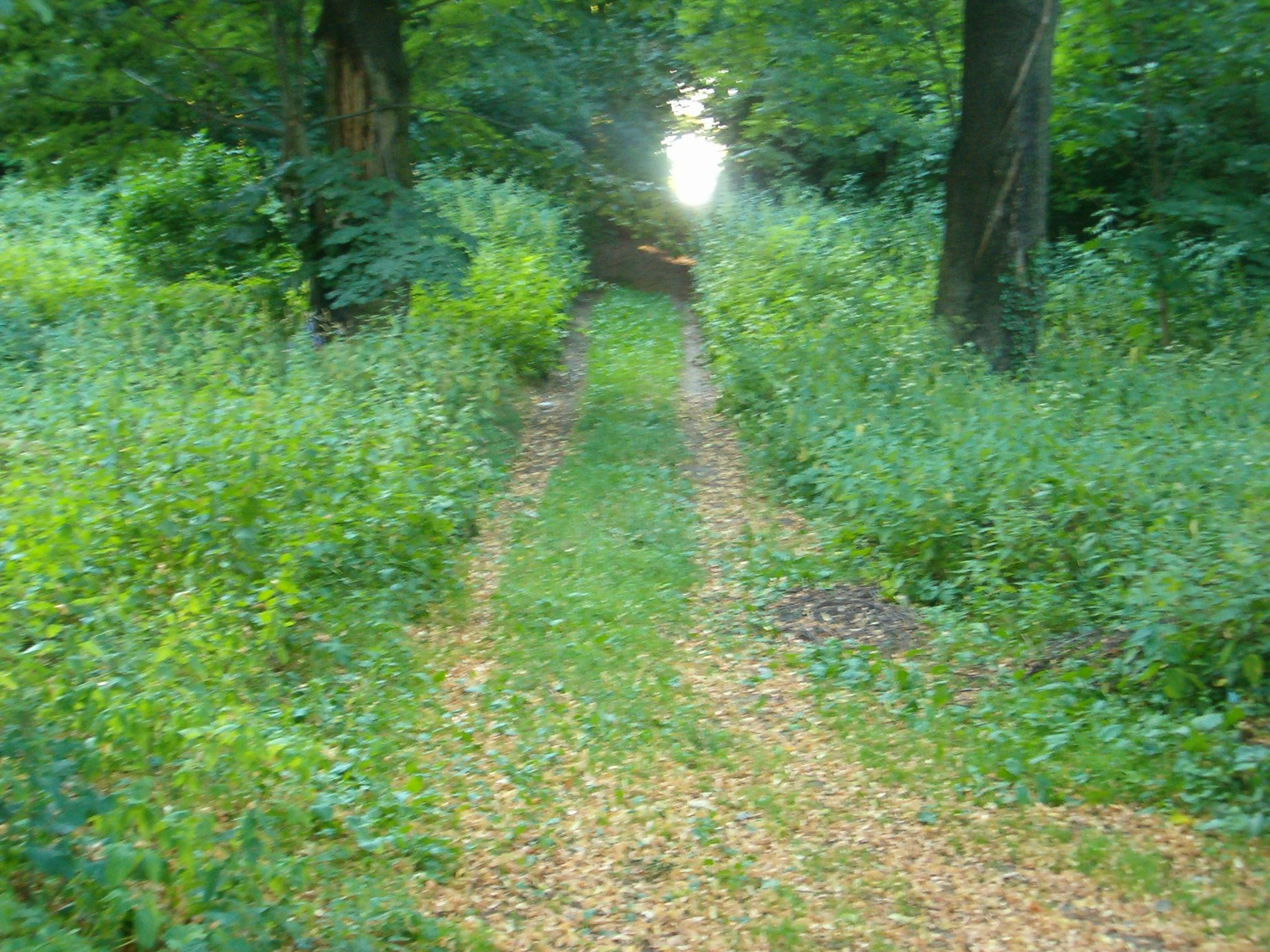
A fősétány
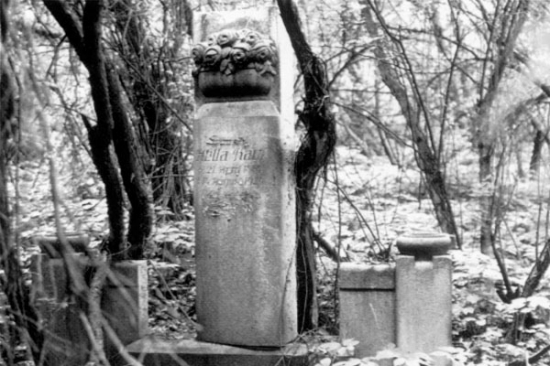
Nagrobek na kirkucie
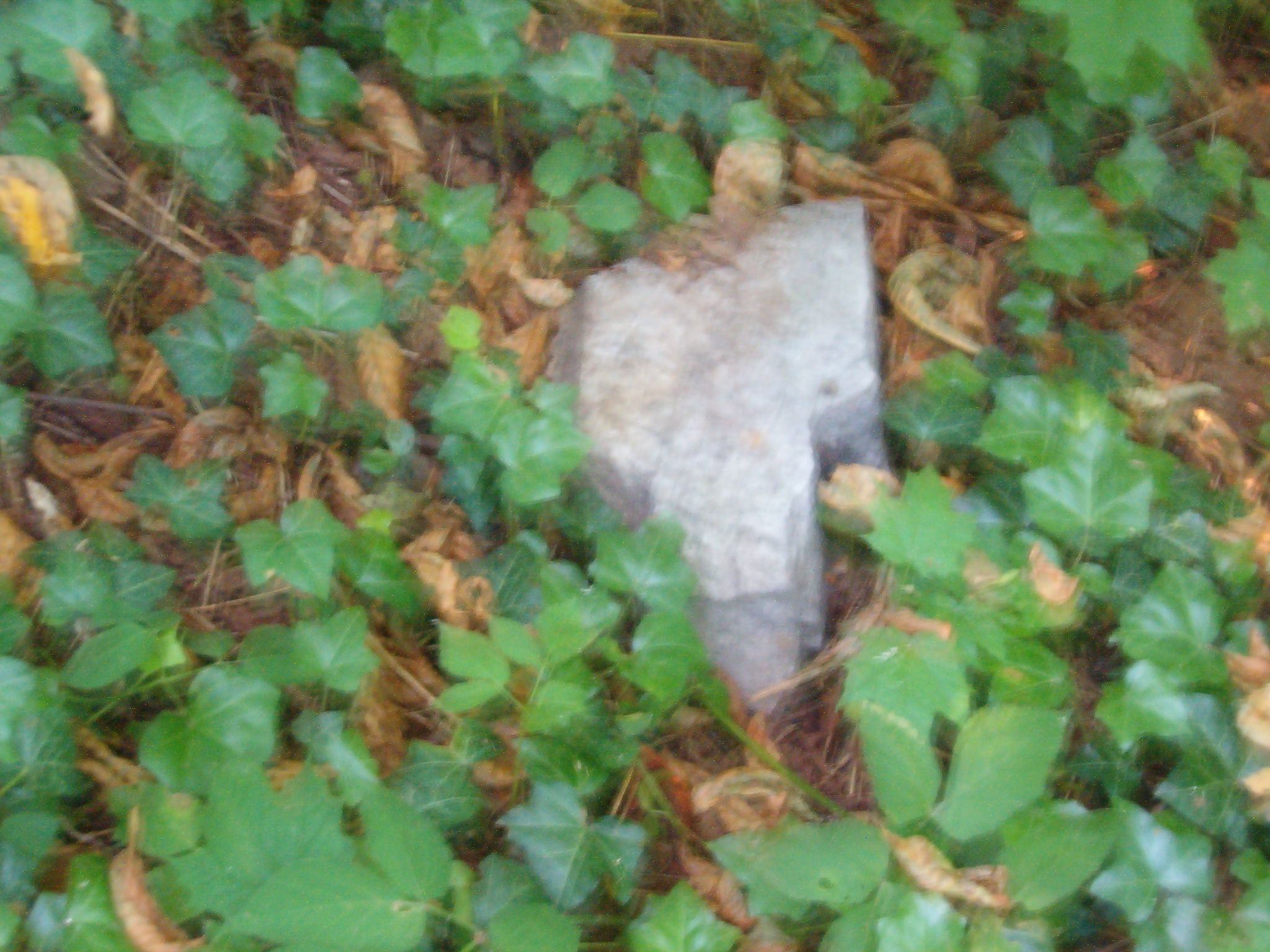
Pozostałości po nagrobkach
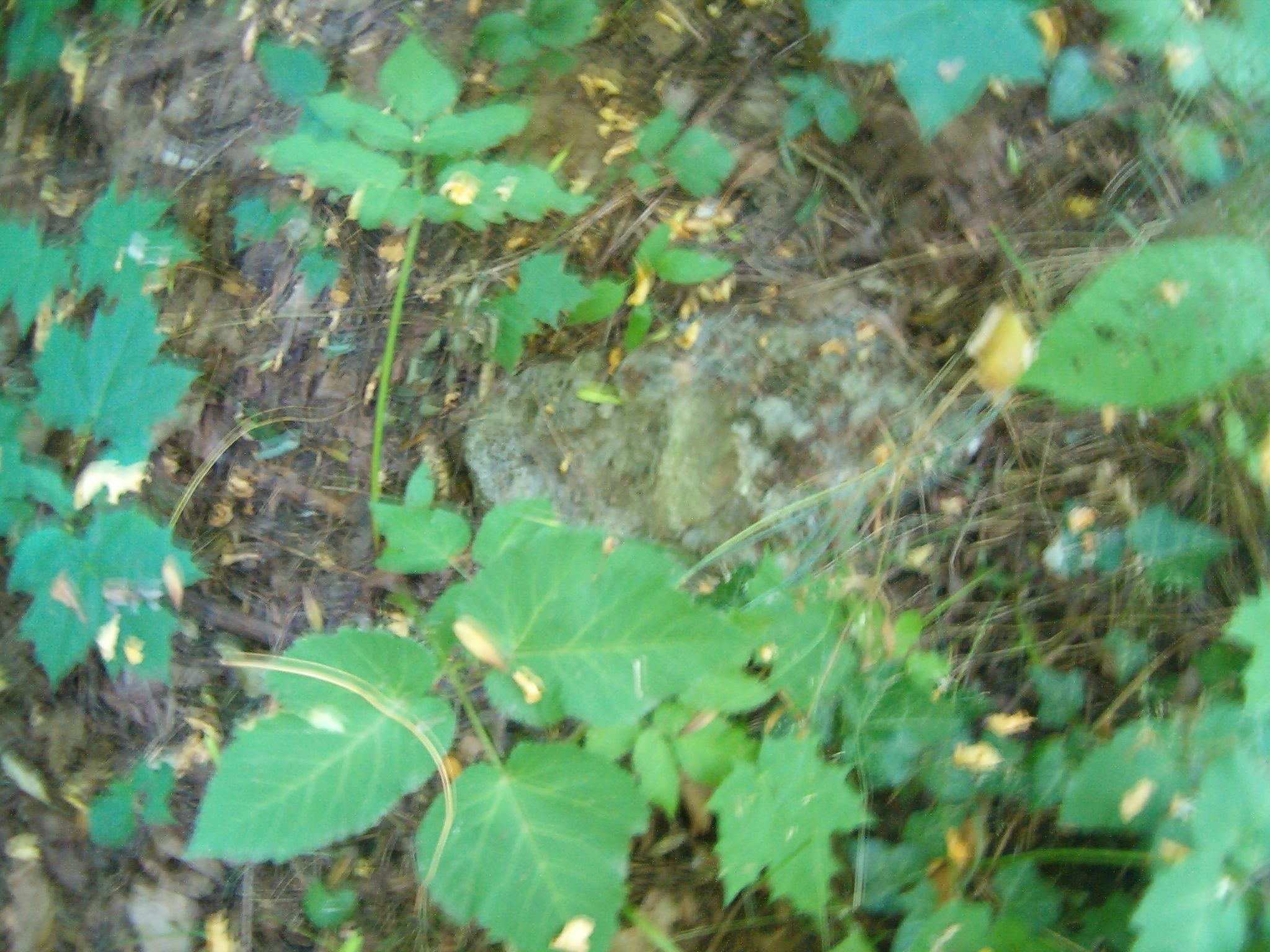
Resztki nagrobków
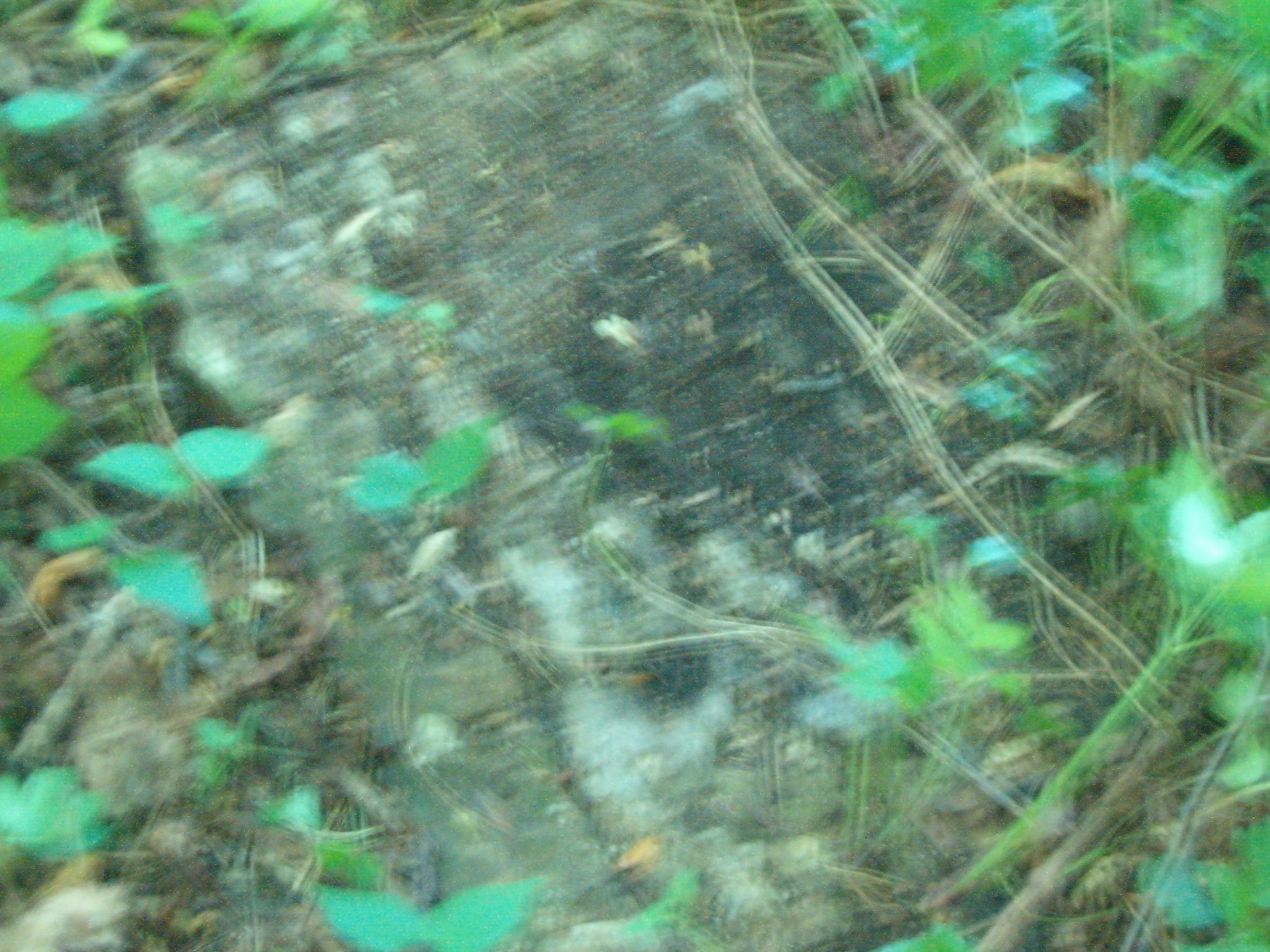
Pozostałości po macewach
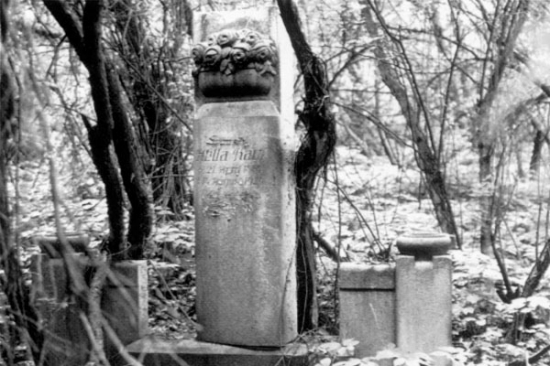
Nagrobek na kirkucie
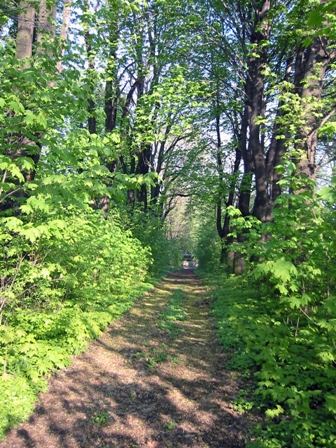
A fősétány
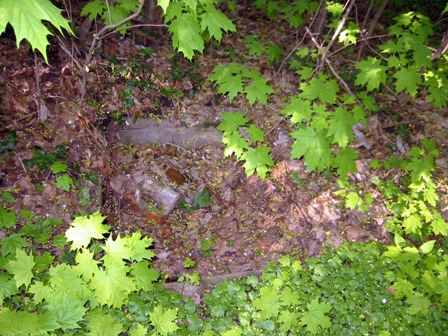
Pozostałości po nagrobku
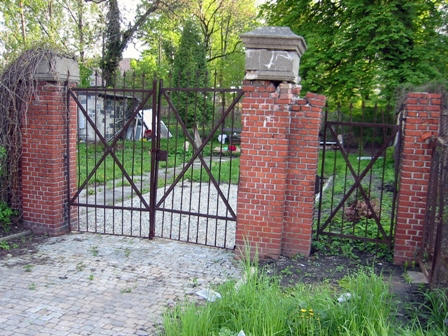
A temető kapuja

### A természetből

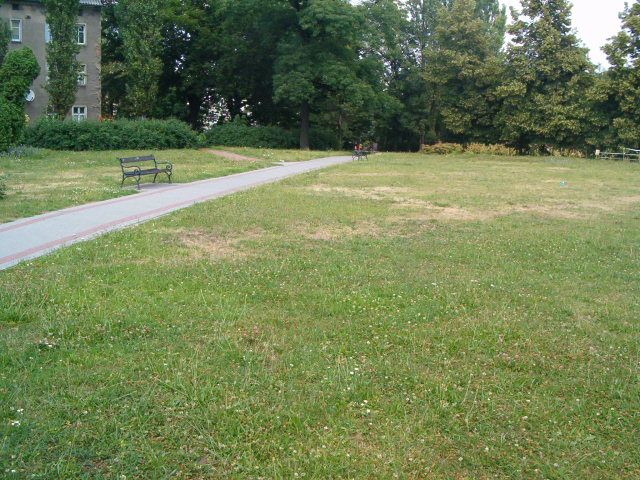
A tér, amelyen a zsinagóga állt
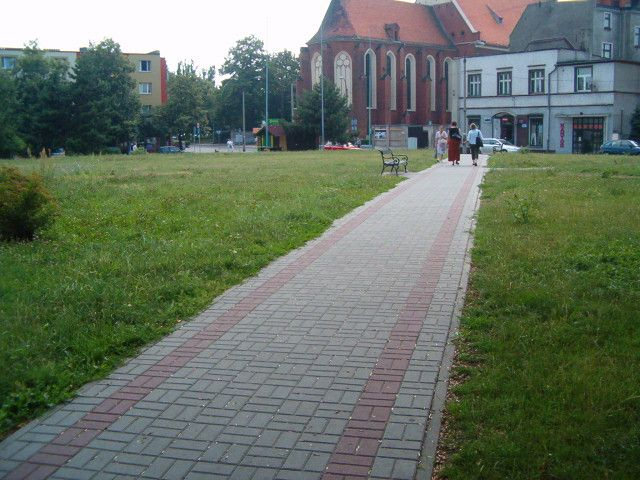
A tér, amelyen a zsingóga állt
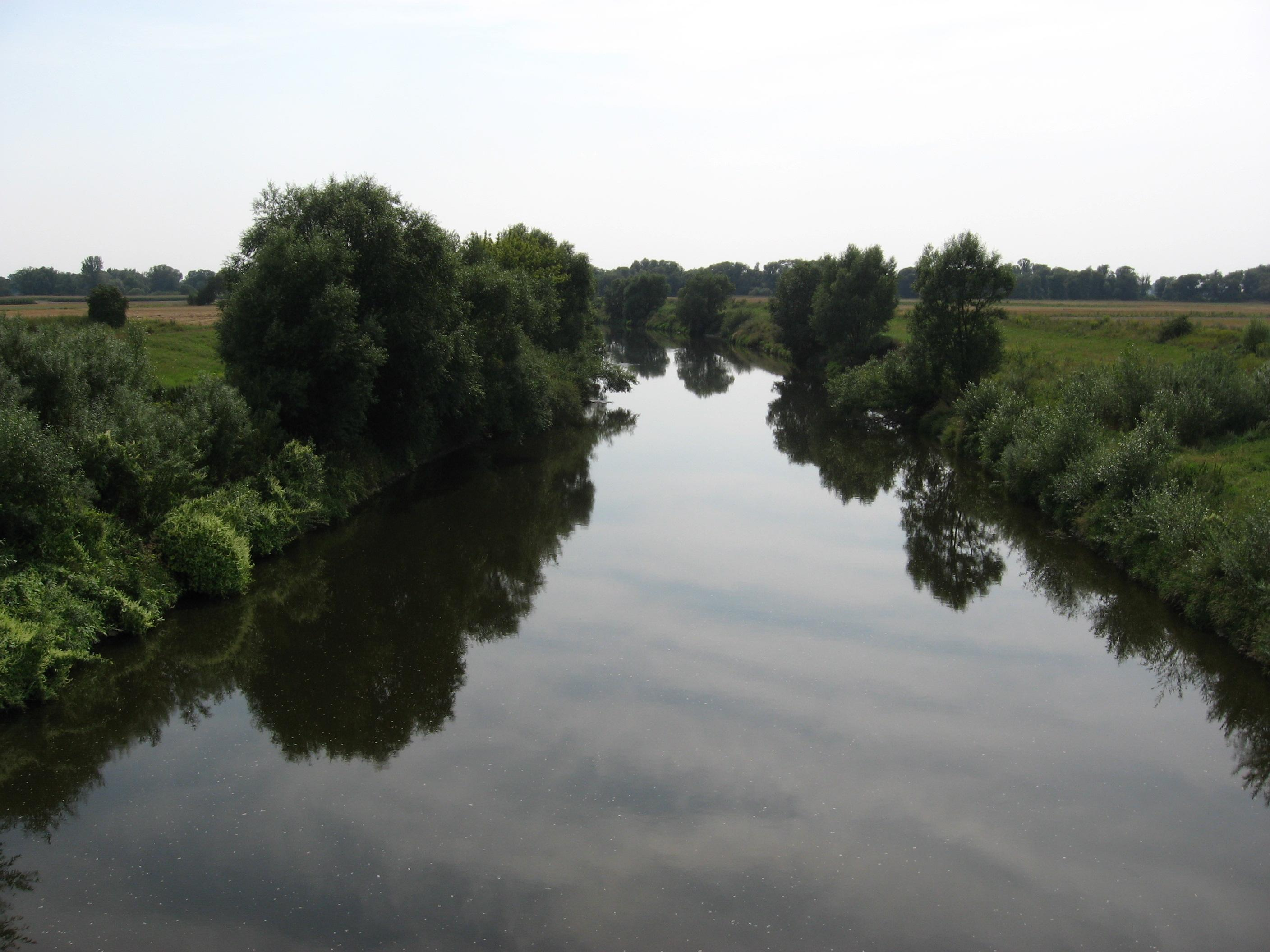
Az Ulga-csatorna
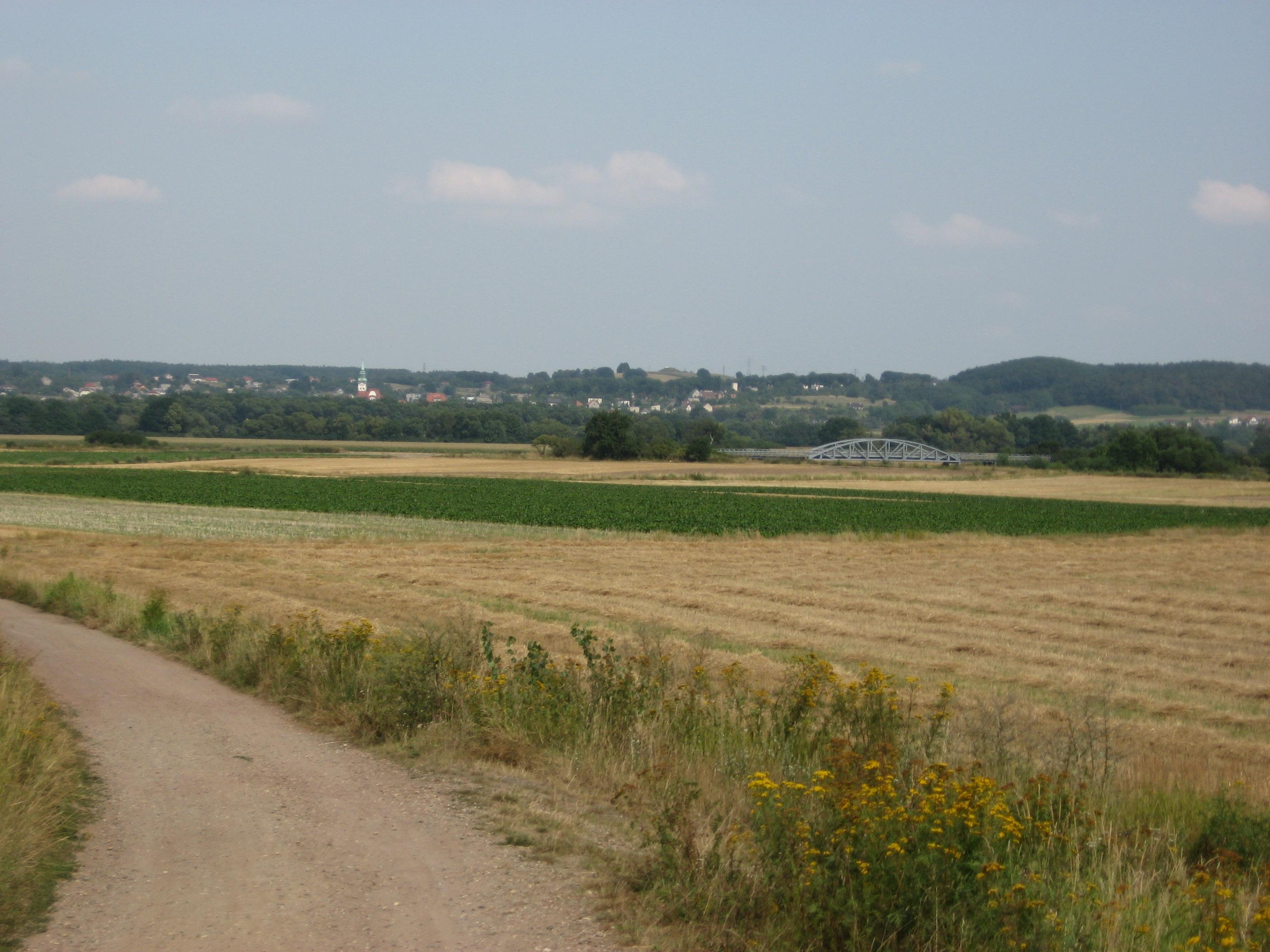
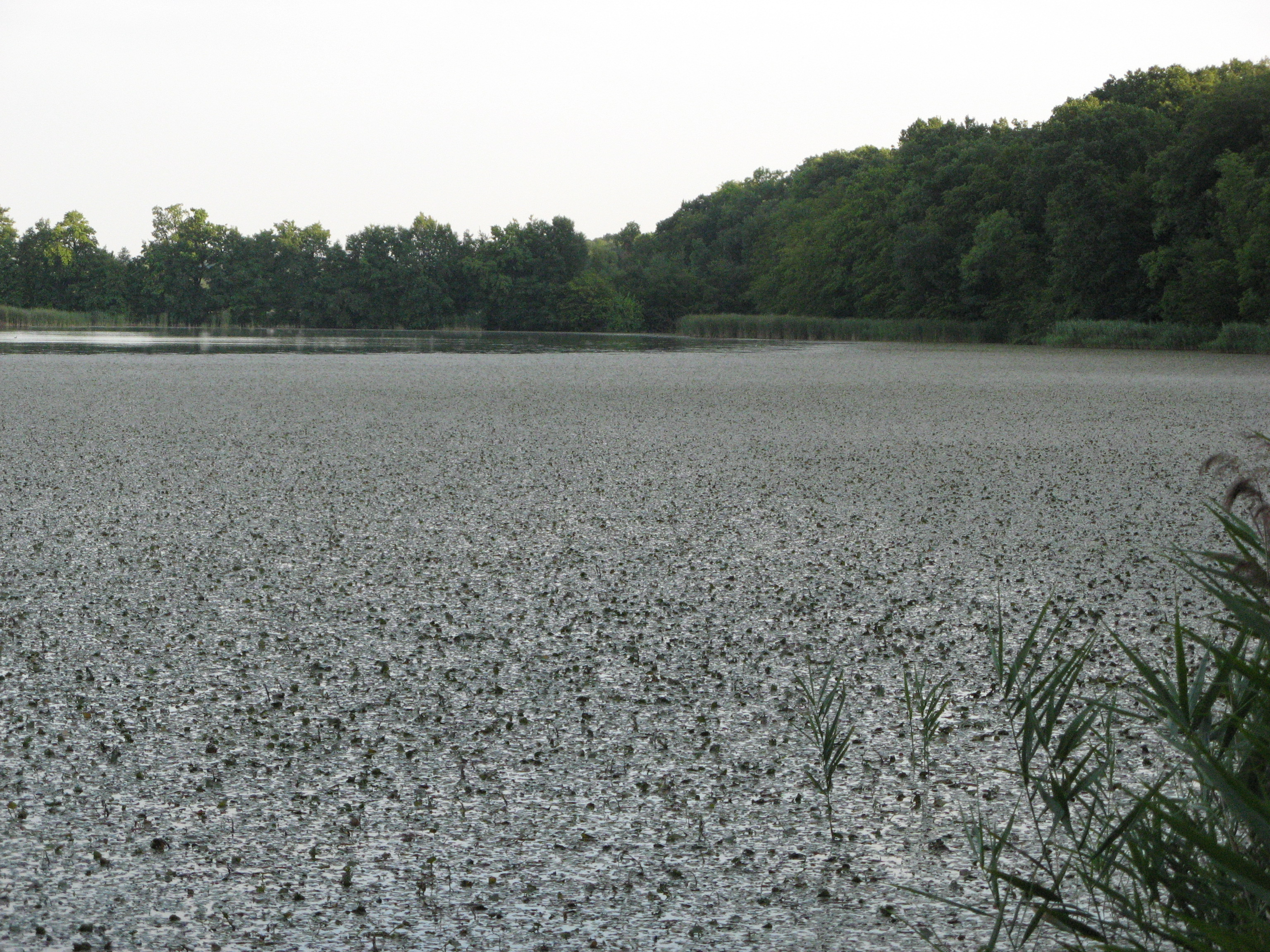
stanowisko Kotewki na stawie Babiczak, gruby kożuch części pływających kotewki pokrywający powierzchnię wody
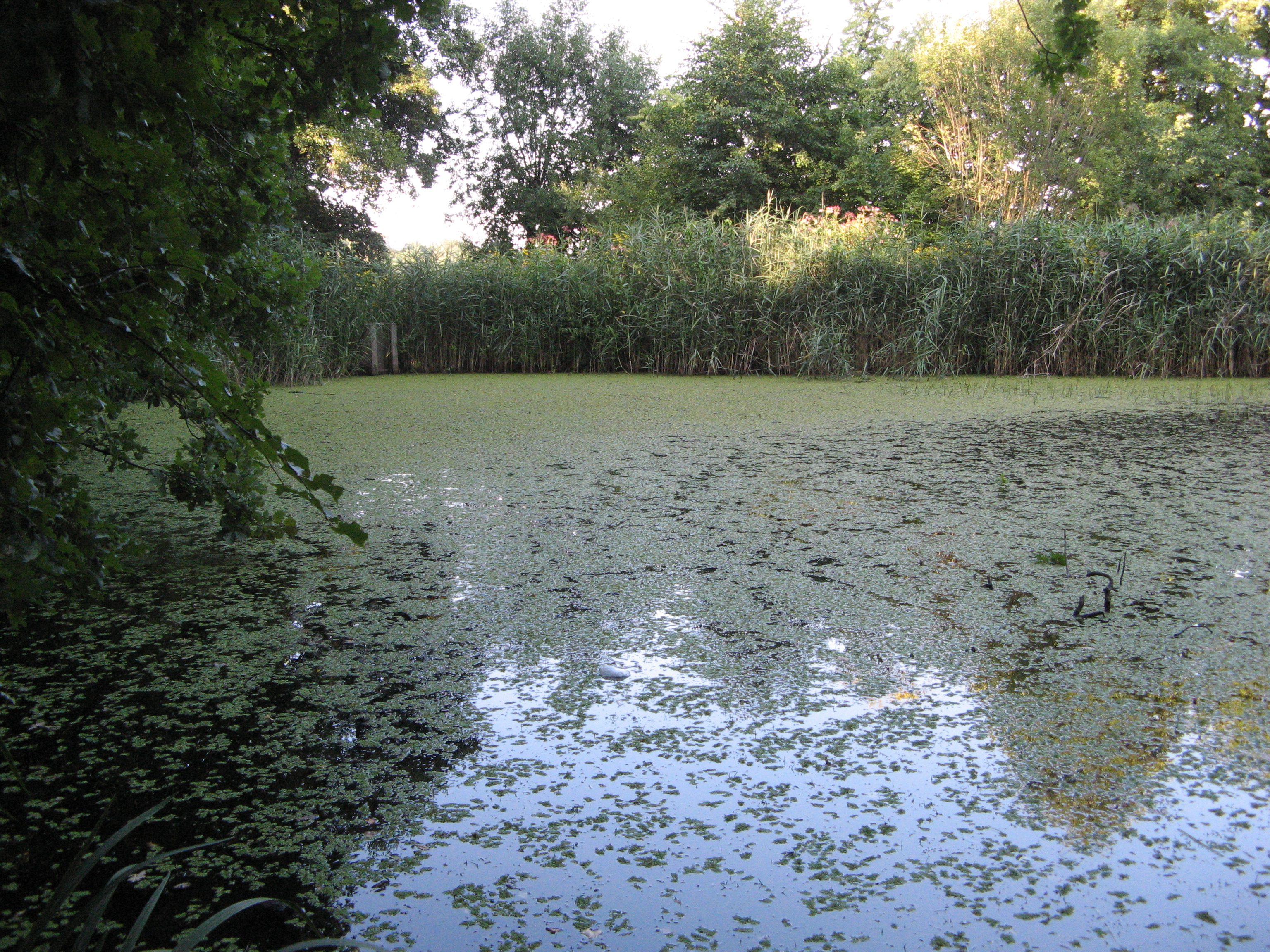
naturalne stanowisko Salwinii na stawie w rezerwacie przyrody Łężczok
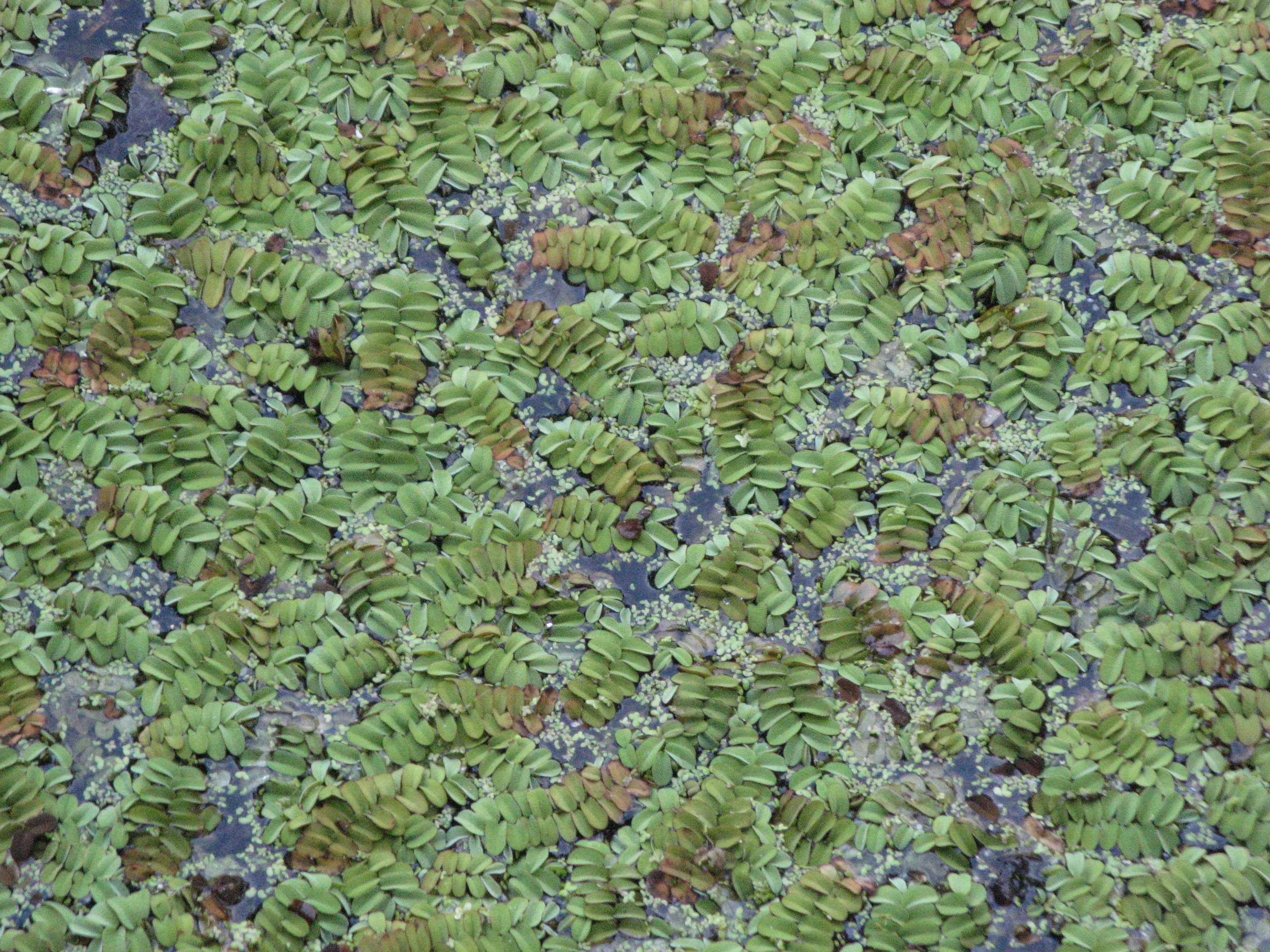
Salwinia na powierzchni stawu w rezerwacie przyrody Łężczok
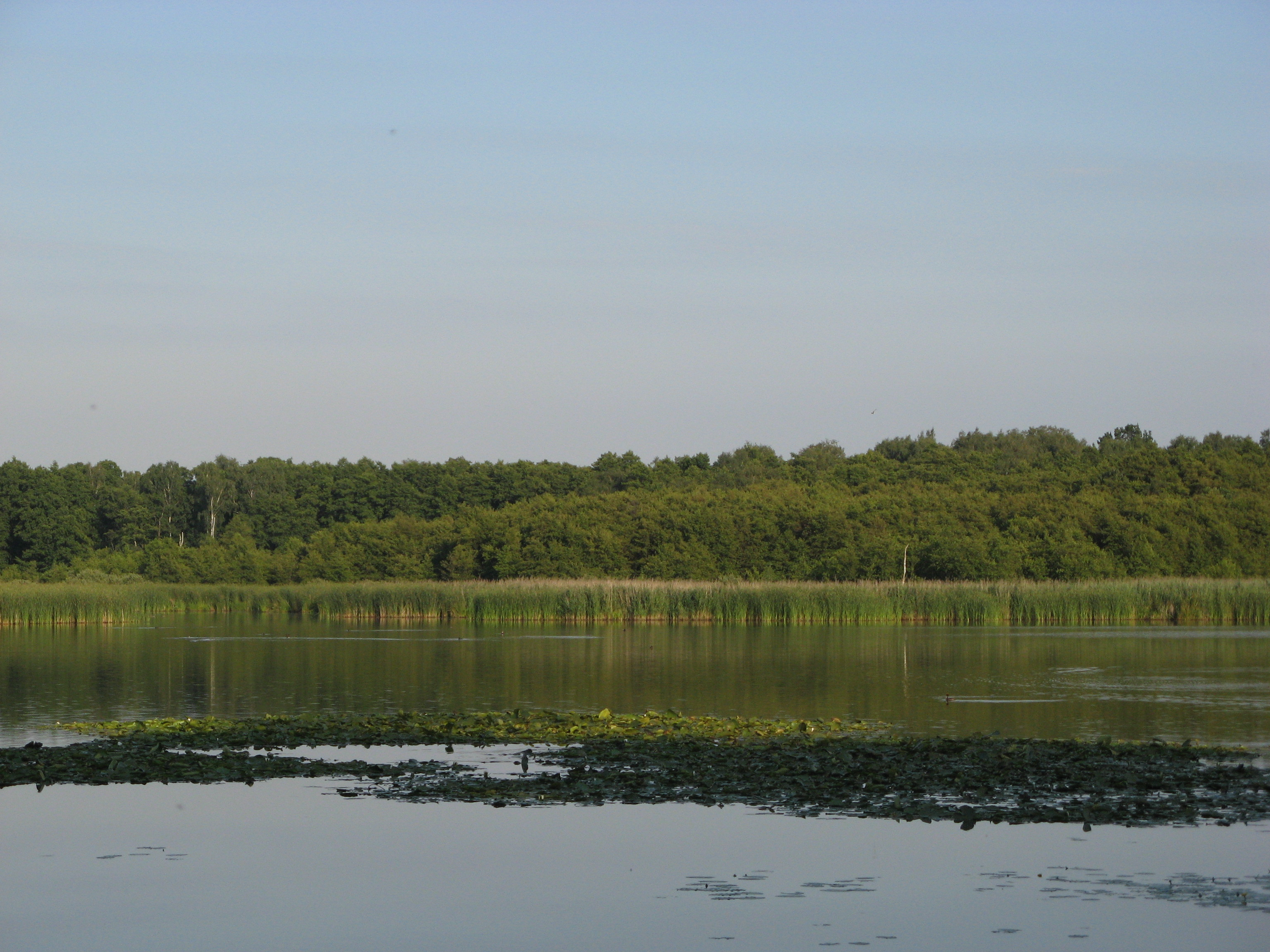
panorama na staw Brzeziniak
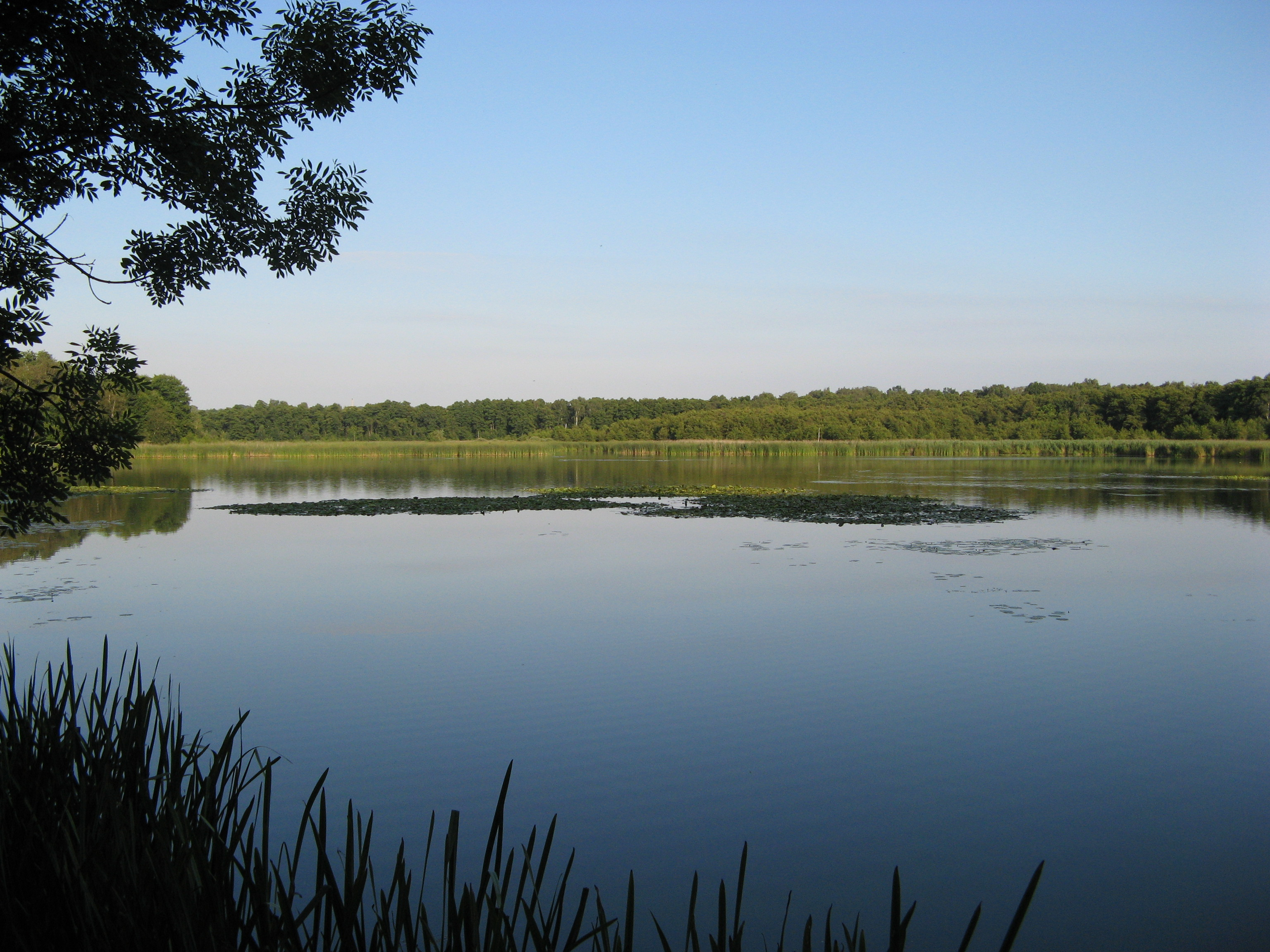
panorama na staw Brzeziniak
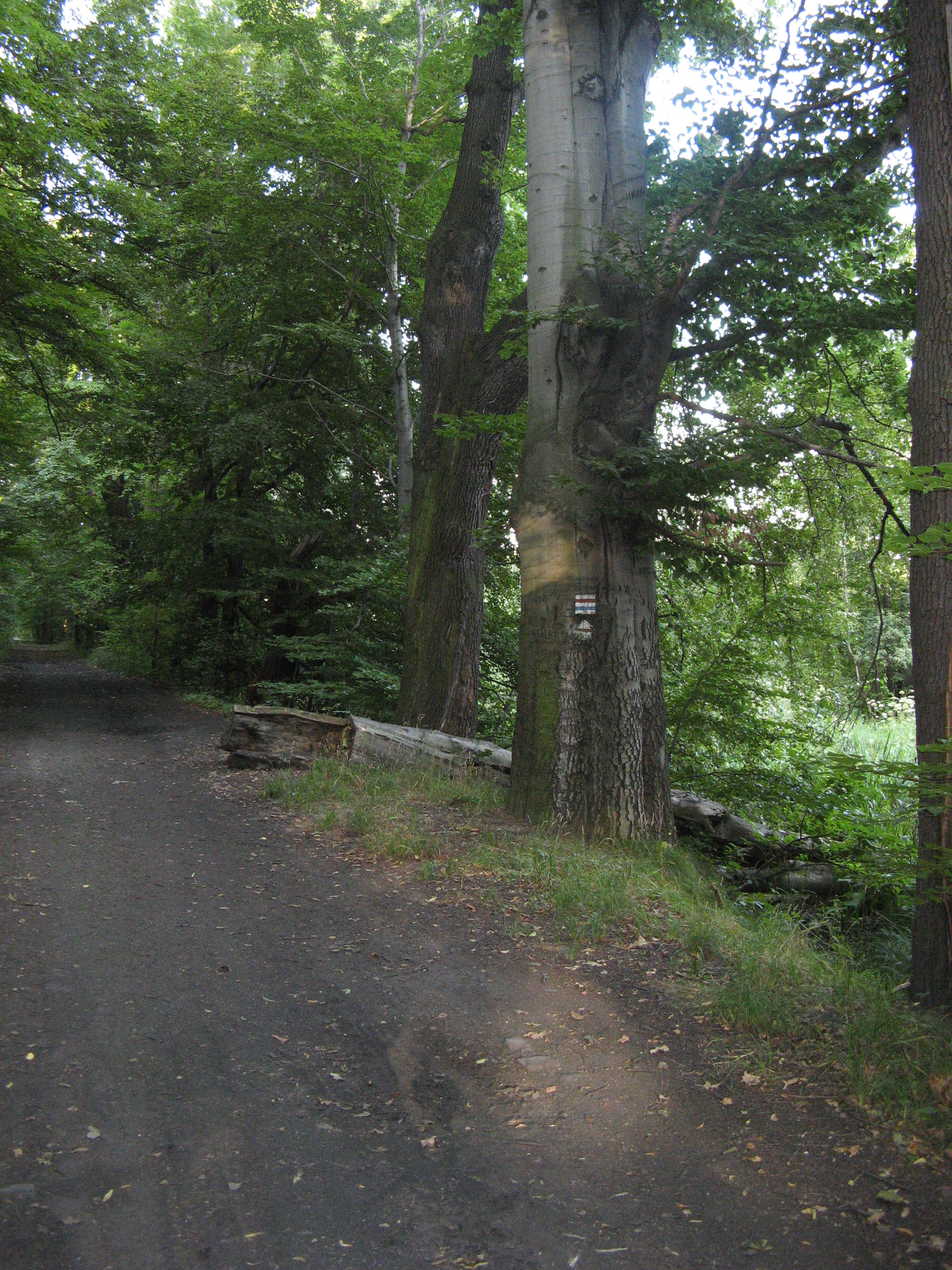
aleja drzew pomnikowych na grobli dzielącej stawy
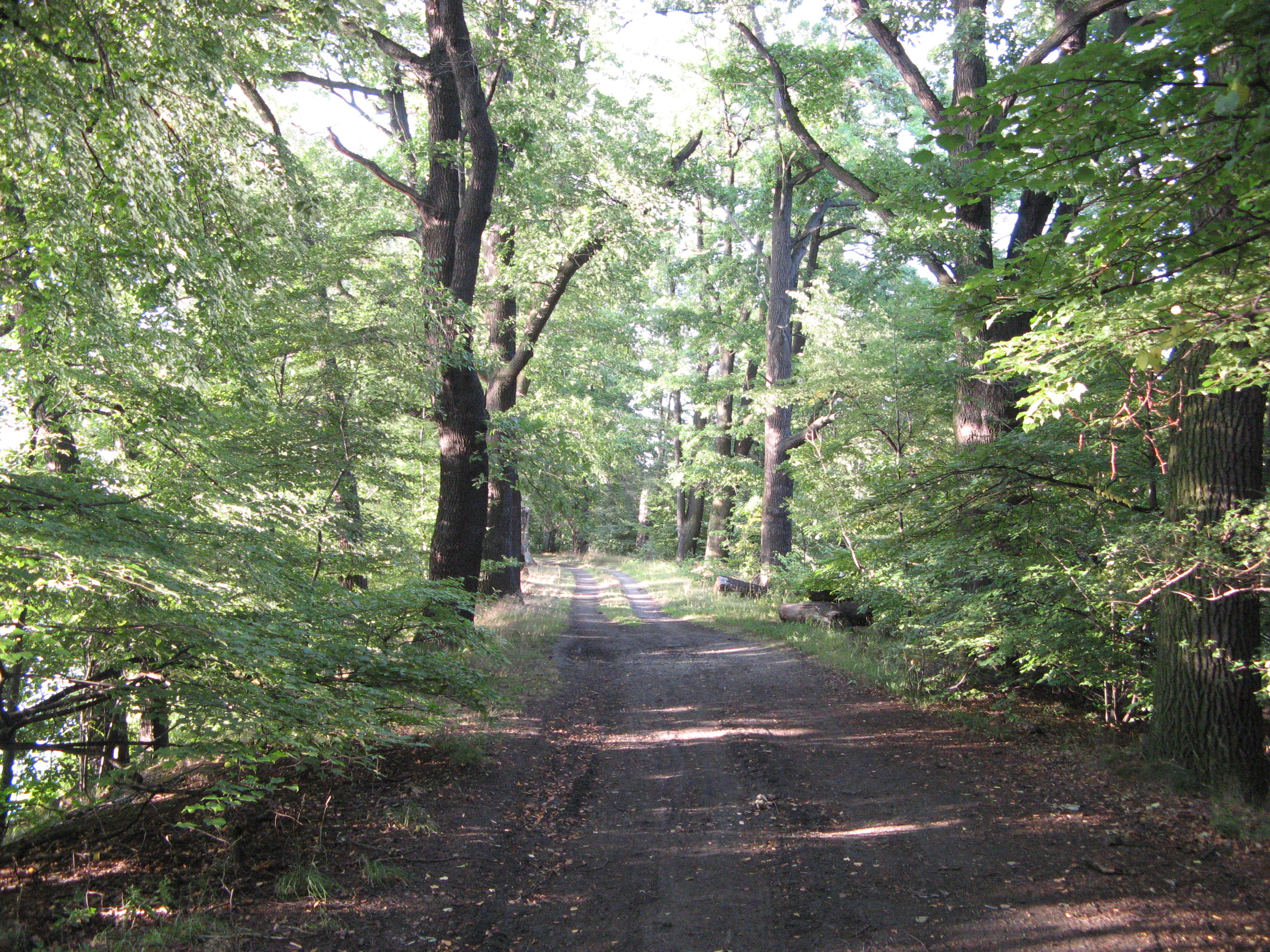
aleja drzew pomnikowych na grobli dzielącej stawy